# 黄色いベスト運動

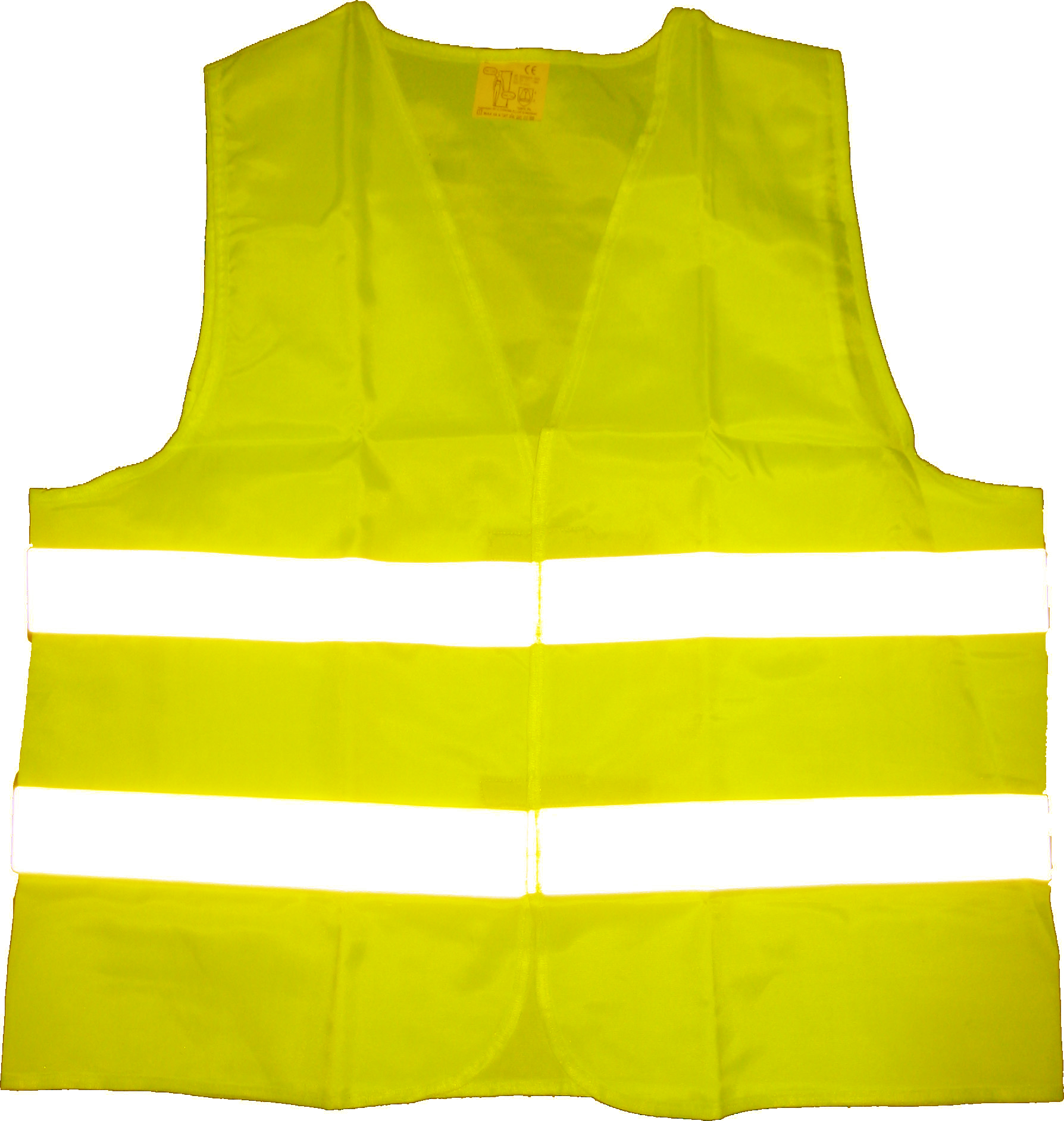
運動のシンボルとなった黄色いベスト。

黄色いベスト運動（きいろいベストうんどう、フランス語: (Le) Mouvement des Gilets jaunes）とは、2018年11月17日（土曜日）から断続的に行なわれているフランス政府への抗議運動。ジレ・ジョーヌ（仏: Gilets jaunes、黄色いベスト）や黄色いジャケット運動とも呼ばれる。

## 概要
2018年5月にオンラインで開始され、2018年11月17日（土曜日）にフランスにて開始。第二次世界大戦以後に、フランスで起きた最も長期間にわたるデモ活動となっており、毎週土曜日に行なわれている。2008年以降、フランスでの運転は、高い視覚認識性を持つ蛍光色のベストを自動車内に常備することが法律で義務づけられた（安全対策として、運転手が路肩で車両を離れる場合、それを着用する義務がある）。その結果、黄色い反射チョッキは広く利用され、安価で入手可能となったため、運動のシンボルとして選ばれた。
2018年12月初め、シンボルはヨーロッパからイラクに至る諸国において、より共通のものとなった。異なる国家の異なる集団が、自分達の主張に注目させるため、このヴィジュアリックで目を惹くベストを着用した。
抗議者（農村部や都市部周辺の人々）は、「燃料価格の上昇」「生活費の高騰」「政府の税制改革の負担が労働者や中産階級に及んでいること」を主張している。彼らは「燃料税の削減」「富裕層に対する連帯税（solidarity tax）の再導入」「最低賃金の引き上げ」、そして「マクロン大統領の辞任」を要求している。

## 背景

### ディーゼル
1950年代から、フランス政府はディーゼルエンジンの生産に補助金を出してきた。特に1980年以来、プジョーはディーゼル技術の最前線にいる。大量購入する法人に対する付加価値税（VAT）の引き下げは、フランスにおけるディーゼル車の普及を加速させた。

### 燃料価格
原油価格は、2018年1月のリットルあたり1.4682ユーロから11月の最後の週には1.4305ユーロへと減少した。ガソリンとディーゼル（軽油）の価格は、2017年10月から2018年10月の間にそれぞれ15％と23％上昇した。卸売業者向けガソリンの世界市場購入価格は前年度比で28％上昇した。ディーゼルの場合は35％増加し、流通費は40％増加した。 付加価値税（VAT）を含め、ディーゼル税は1年間で14％、ガソリン税は7.5％増加した。増税は2018年度にディーゼルで7.6セント、2018年にはガソリンで3.9セント、さらに2019年1月1日にディーゼルで6.5セント、ガソリンで2.9セントの増加が予定されている。
燃料の売却時に徴収される税金は以下の通りである。
フランスにおけるエネルギー製品消費税（TICPE）は石油価格に基づくのではなく、むしろ固定価格（fixed rate）の量から算出される。この税金の一部は、地方政府に送られ、また他の一部は中央政府に送られる。 2014年以降、この税には毎年増加する炭素への取り組み、化石燃料の消費削減が含まれている。ディーゼル燃料用TICPEは、2017年と2018年に急激に上げられ、ガソリンに対する税金と同じ水準まで引き上げられた。一方で、付加価値税（VAT）は税を除く価格とTICPEの合計で計算される。 2000年から2014年の間に19.6％に達した後、2014年以降20％で安定している。
黄色いベスト運動抗議者の多くの職業及び活動はTICPEの一部または全面的な免除を要求しており、主に個人に関係している。
抗議者は第二次エドゥアール・フィリップ内閣を炭素税（carbon tax）の大部分を個人に負担させていると批判している。炭素税はエコロジー的な目標を達成するため増加しており、市街地外（車が不可欠な場所）に家庭用化石燃料を使用した暖房を持つ多くの住民にとっては大きな負担となっている。エマニュエル・マクロン大統領は、2018年11月初旬にこれらの懸念を払拭しようと試み、特別補助金とインセンティブを提供した。

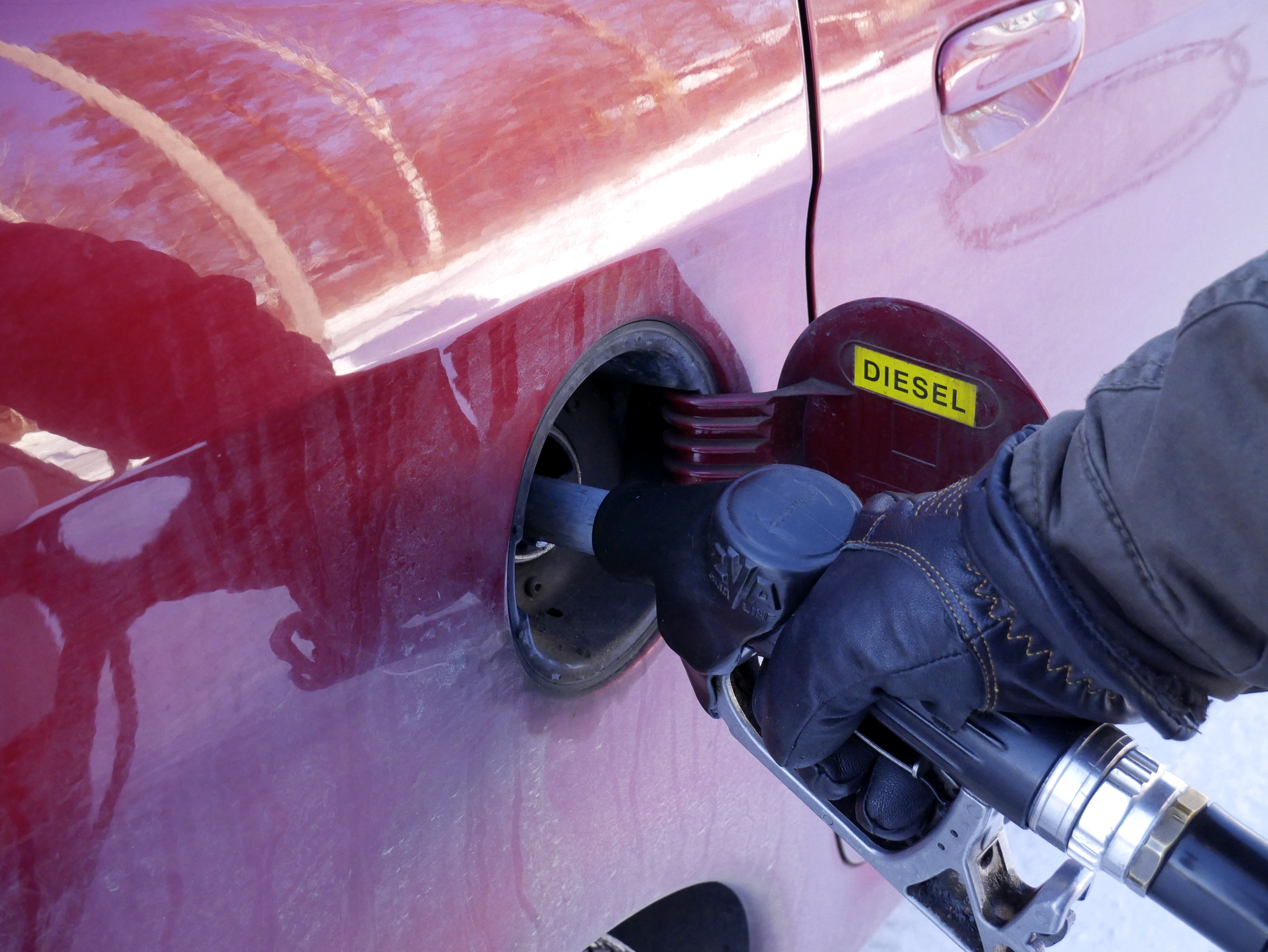
今回問題となっているディーゼル（軽油）

フランスのディーゼル燃料価格は2018年に16％上昇し、同時にガソリン、ディーゼルの両方の税が増加した。2019年にはさらなる増税が計画され、ディーゼル燃料はガソリン並みに高価なものとなり、 マクロンはオランド政権下で施行された政策の延長から抗議者の怒りに曝されることとなった。

### 経済改革
抗議者は燃料税（fuel tax）は大企業のための減税の資金調達を意図していると主張しているが、一部の批評家は、代わりに支出を削減すべきだと主張した。 マクロンは、経済改革プログラムの目標は世界経済におけるフランスの競争力を高めることであり、燃料税は化石燃料の使用を阻止（décourager）することを意図していると語った。
黄色いベスト運動の抗議者の多くは、主に低給与と高エネルギー価格による経済的困難によって動機づけられていた。彼らは気候変動とは闘いたいが、多国籍企業が引き起こした環境問題に対する労働者階級と貧困層の負担に対しては反対している。

### 制限速度の引き下げ
政府は、死亡事故の3分の1（32パーセント）が過剰または不適切な速度だったという調査結果を受けて、交通事故死者を年間あたり200人減らすことを目的として、2017年に、2018年7月1日から田舎道の制限速度を90km/hから80km/hへと引き下げることを決定した。この決定は反発を生み、黄色いベスト運動が台頭する要因となった。これは、速度違反の通知を使用した「もう一つの税金」と見なされ、自動車に完全に依存している田舎の住民の自動車の必要性を理解していないと見なされた。黄色いベスト運動が始まってから速度違反自動取締装置の破壊が著しく増加した。

### 起源と組織
2018年5月、セーヌ＝エ＝マルヌ県の女性がオンライン署名サイトのChange.orgで10月中旬を期限に30万件の署名を申請した。さらに11月17日、同じ県の2人の男性がFacebook上で「すべての道路をブロックする」イベントを企画した。彼らは燃料価格の値上がりが過度だとして抗議を始めた。このグループが撮影した拡散動画の一つ、「黄色いベスト」を使用するというアイデアがあった。
フランスの学者ベアトリス・ギブリン（英語版）は、黄色いベスト運動と2013年の抗議運動「ボネ・ルージュ（英語版）」を比較して、ボネルージュ運動は「カレ＝プルゲール市長やブルターニュのボスなど、実際の指導者たちが手を取りあっていた」と述べたが、これは黄色いベスト運動には当てはまらない。黄色いベスト運動は「リーダーレス」で横向きに編成されている。非公式の指導者が現れ、すぐに拒絶される。ジョン・リッチフィールドによれば、運動の中には政治家に対する憎しみを抱く者もおり、彼らは自分の階級から現れた政治家にさえも憎しみを抱く。また黄色いベスト運動は、特定の政党や労働組合と関係しておらず、ソーシャルメディア上で急速に拡散した。
フランス労働組合の歴史専門家であるステファン・シロット（フランス語版）は、黄色いベスト運動には伝統的な労働組合が代表していない労働者（ビジネスオーナーや自営業者）が含まれており、フランスの労働組合は共同歩調を取ることを躊躇し、彼らとは交渉したくない人たちも存在していると述べる。運動の中の極右の要素の存在はCGTの参加を思いとどまらせた。
運動に関して多くの誤解を与えかねないイメージや情報がソーシャルメディアで閲覧されており、パスカル・フロサァは、リーダーシップのない水平方向の動きは、誰もソーシャルメディアでの制限を加えないため、誤まったイメージやフェイクニュースを拡散させていると指摘する。

### 他の運動との比較

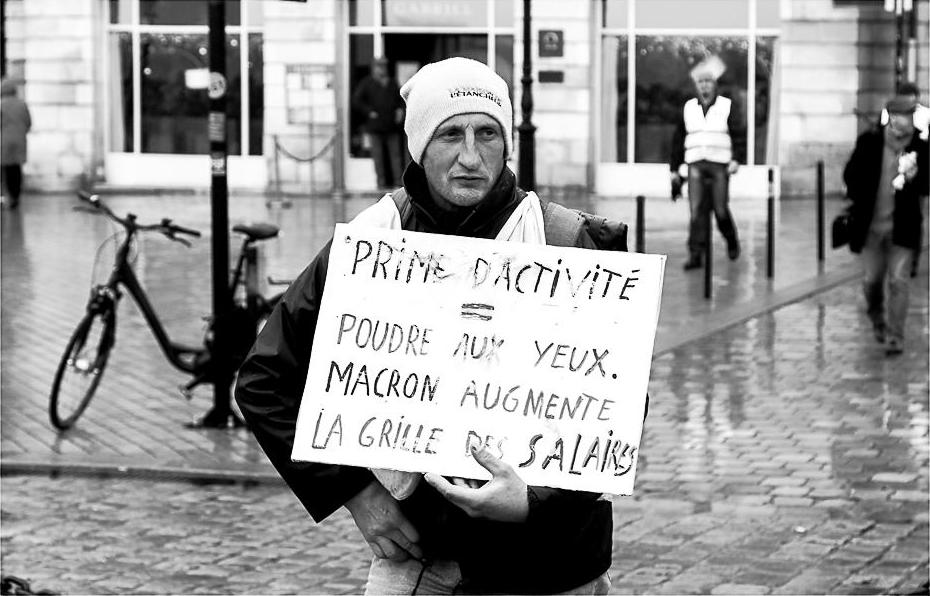
プラカードを掲げた運動の参加者の一人

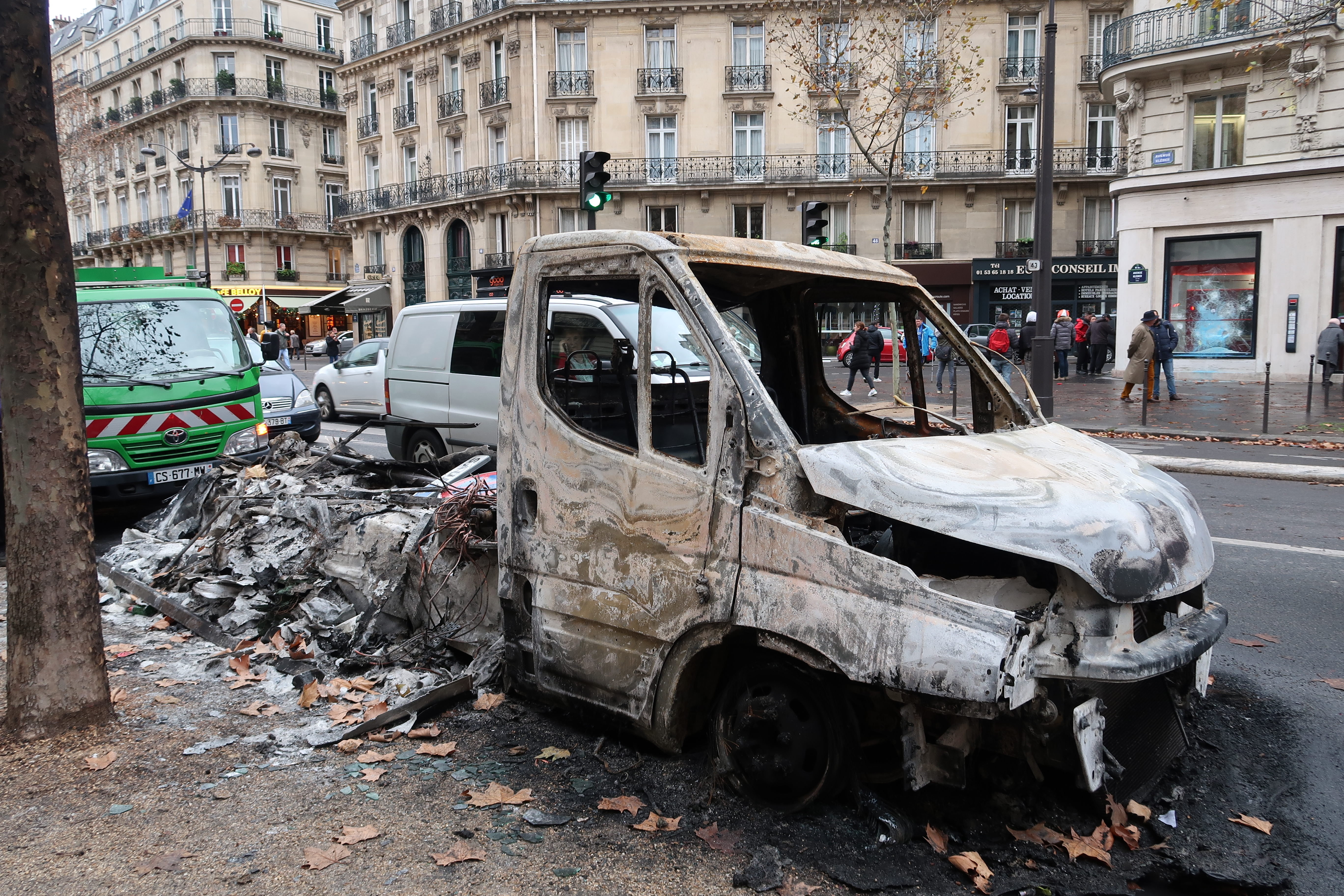
火を放たれた後の車の残骸

アメリカ合衆国の著述家アダム・ゴピック（英語版）は黄色いベスト運動は、少なくとも1995年のストライキからの一連の「フランスの街頭抗議シリーズ」の一部として見ることができるとし、歴史家のヘーリック・チャップマン（英語版）を引用して、フランスの第五共和政創設時に街頭抗議が唯一の「政府政策のダイナミックな代替」とされ、それが今に引き続いているとする。
1968年の五月危機、フランス革命、オーヴァニズムなどと比較する記事もある。
フランスの首都パリに拠点を置くジャーナリストのジョン・リッチフィールドは、1968年の五月危機の時、パリの通りにはそのような暴力はなく、そこには喜びがあったと述べた。喜びの部分は黄色いベスト運動には不在のように見えると評している。リッチフィールドはまた指導者がいないという点で2005年パリ郊外暴動事件と類似していると指摘した。
特にこの運動において、伝統的な左派対右派の対立ではなく、反エスタブリッシュメント・反グローバリゼーションに基づく点は他の運動との大きな違いである。実際にフランスの世論調査会社とフランス研究者の田中友義によると、この運動の支持者の多くは欧州議会議員選挙で極右ポピュリズム政党の国民連合に投票した一方、極左ポピュリズム政党も躍進した。

## タイムライン
2018年11月17日第一週―「アクトⅠ」
2018年11月17日に抗議は始まり、フランス全土でおよそ30万人もの人が参加し、抗議者がバリケードを設置して道路を閉鎖した。その光景を目撃したジャーナリストのジョン・リッチフィールドによれば、これらのデモは抗議ではなく、「暴動（insurrection）」であったとする。
道路にくわえて、抗議者は最大十か所もの燃料貯蔵所を閉鎖した。その結果、11月21日までに585人の市民が負傷し16人が重傷、115人の警察官が負傷、3人が重傷を負った。
抗議はまたインド洋に浮かぶフランスの海外県レユニオン島でも発生し、状況は略奪と暴動にまで悪化した。抗議者が道路へのアクセスを遮断し、島にある学校は3日間閉鎖された。 11月21日、マクロンは暴力の緩和処置として島に軍隊を配備するよう命じた。
2018年11月24日第二週―「アクトⅡ」
前の週にパリでの抗議運動で緊張が高まったため、内務省は11月24日にシャン・ド・マルス公園での集会を許可することに合意した。抗議行動はフランス全土で106,000人を集めた。パリでは抗議が激しさを増した。抗議者は街頭で火を焚き、標識を破壊し、バリケードを建て、石畳を引きはがした。警察は、催涙ガスと高圧放水砲を使って、抗議者を分散させた。11月26日、当局者は2日間に渡るパリ暴動で最大150万ユーロの損害を被ったと推定した。清掃と修理作業を支援するため200人の追加労働者が割り当てられた。
2018年12月1日第三週―「アクトⅢ」

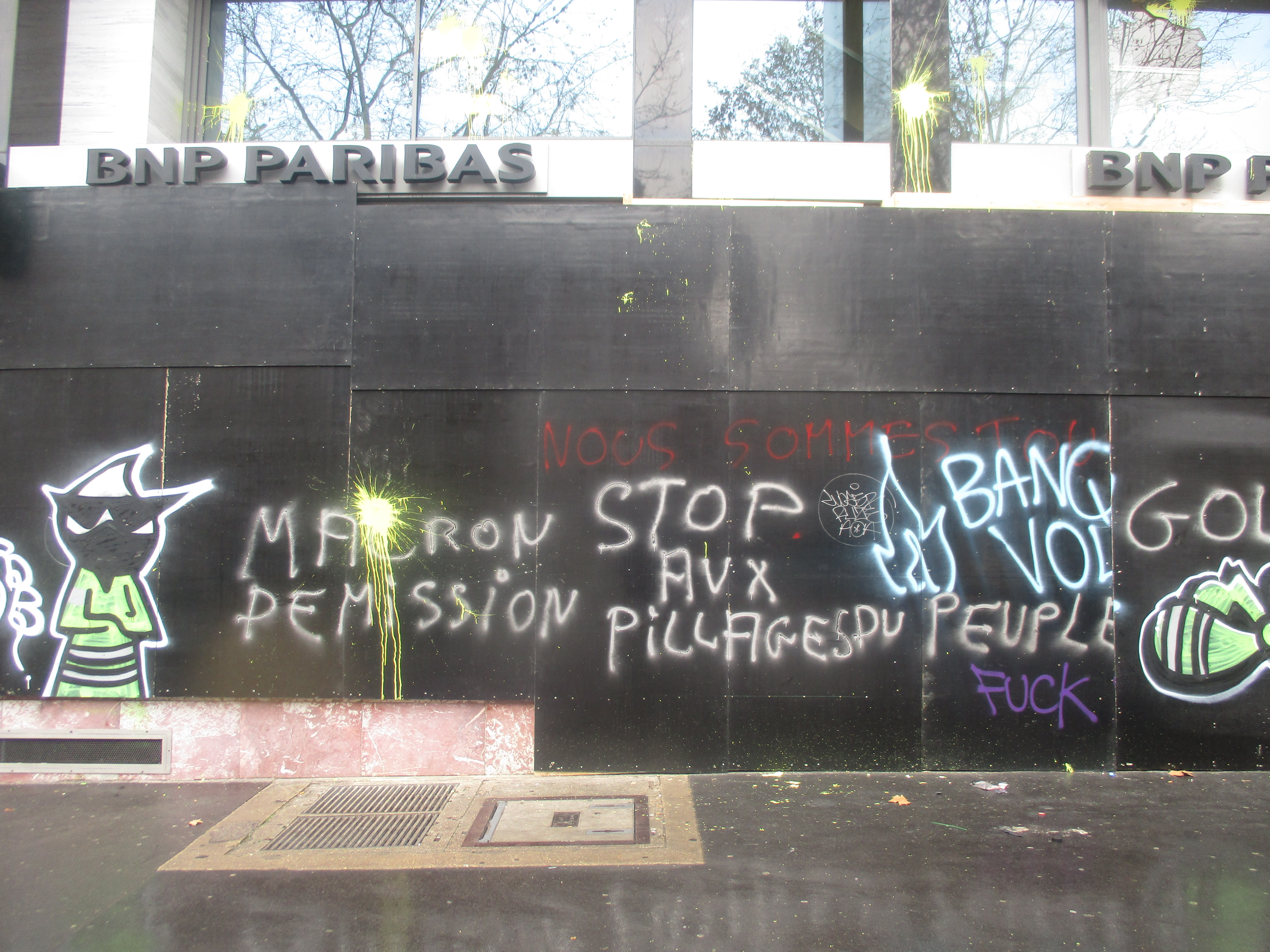
12月1日の「ACT Ⅲ」に伴う暴動後のパリの落書き

12月1日、「ActⅢ-Macron Quits（マクロン終了）」と呼ばれる抗議が組織された。
抗議者はナントアトランティック空港の滑走路を占領し、ニース・コートダジュール空港へのアクセスを阻止した。 道路会社ヴァンシ（Vinci Autoroutes）の報告ではフランス全土の主要な料金所の20ヶ所がブロックされた。
南仏マルセイユでは11月5日以来、抗議デモが頻繁に行われ、周辺住民の避難が行われた。シャッターを閉めようとしていた80歳のアルジェリア人女性が警察の放った催涙ガス弾の破片に被弾し、手術中に亡くなった。アルル郡で走行中のバンがバイパスのトラックのバリケードに衝突し、運転手が3週目の週末に亡くなった。
12月1日の抗議中にパリで100台以上の車が燃やされ、凱旋門が破壊された。次の月曜日、パリ市長は損害を300万から400万ユーロと推定した。
2018年12月8日第四週―「アクトⅣ」
抗議活動はル・ピュイ=アン=ヴレイで激しくなった。市民の不安はリヨンとサン＝テティエンヌの両方で催されていた「光の祭典（Fête des lumières）」を陰らせた。 A6高速道路は再び北リヨンのヴィルフランシュ=シュル=ソーヌで閉鎖された。
パリは4週間連続で抗議活動が起きた。ルーヴル美術館、エッフェル塔、パリオペラ座も閉鎖され、多くの店が襲撃に備えて店に板を打ち付けた。警察はエリゼ宮殿（大統領官邸）の周りに鉄柵を立て、暴力を抑制するために路上に装甲車を配備した。
2018年12月10日「マクロンのTVスピーチ」
12月10日、マクロンは抗議に応えるためにテレビで演説し、2019年の最低賃金の100ユーロ/月の増加、2019年の残業時間、年末ボーナスからの課税の除外、総額100億ユーロに上る手当を約束した。また、毎月の年金額が2千ユーロ（約26万円）未満の退職者には、社会保障税（CSG）の増税から除外するとした。しかし、就任時に廃止した富裕税を復活させることは拒んだ。
2018年12月11日「ストラスブール銃乱射事件」
12月11日の夜、クリスマスマーケットで賑わうストラスブールで5人が死亡、11人が負傷する銃乱射事件が発生した。襲撃者は過去に複数の犯罪歴を持つイスラム過激派の疑いのあるシェリフ・シェカットであった。タクシーで逃亡したシェカットは総勢700人による追跡の後、12月13日の夜、フランス警察との銃撃戦によって射殺された。
2018年12月15日第五週―「アクトⅤ」
ストラスブール銃乱射事件の後、政府は抗議者に街路から離れるように要請した。パリ警視庁の推定によるとパリではおよそ2,200人のデモ参加者と8000人の警察官が街路に出た。 フランス内務省は12月15日、フランス全土でおよそ6万6000人が抗議デモに参加したと推定した。ボルドー、トゥールーズ、マルセイユ、リヨン、パリで衝突が起きた。
15日の終わり、内務大臣クリストフ・カスタネールは11月17日以来の占拠されていた円形交差点は解放されるだろうと述べた。またリチャード・フェラン国会議長はデモ隊の減少による動員の削減を歓迎し、「対話の時は来た」と語った。
2018年12月22日第六週―「アクトⅥ」
規模こそ小さくなったものの、デモは全国各地で続いた。 内務省は15日のほぼ半分の参加人数を発表した。警察庁の発表によると、フランス全土で38,600人がデモに参加し、そのうち2,000人はパリで行進した。予防措置として、ヴェルサイユ宮殿が閉鎖された。
抗議者はラ・クリューズ＝エ＝ミジューでスイスへの国境通過を妨害した。 1時間後、彼らは警察によって解散させられた。スペイン、イタリア、ドイツ、ベルギーの国境でも同様のブロックが行われた。モンテマールでは、イージーディスとアマゾンの2つの配信プラットフォームがブロックされた。
全体では、パリでの142人を含む少なくとも220人が逮捕された。 12月21日、運転手がフランス南部ペルピニャンの封鎖で停止していたトラックに衝突し、運動を通じて10人目の死亡者が出た。
2018年12月29日第七週―「アクトⅦ」
クリスマスシーズンもあってか最初の数週間のフランス全土での運動規模に比べると、はるかに静かなものとなった。ノルマンディー地方のルーアンではフランス銀行支店の前に火が放たれた後、バリケードが築かれ、警察との間で対立が起きた。
パリでは、抗議者たちがリベラシオン（Libération）やBFM TV、フランス・テレビジョン（France Télévisions）などのテレビメディア本社の前でデモを行なった。ビクター・グラッドは、国民の主導による国民投票を動機付けることと同様の危機が、伝統的なメディアに対する黄色いベストたちの批判の背後にあることを指摘した。
2019年1月5日第八週―「アクトⅧ」

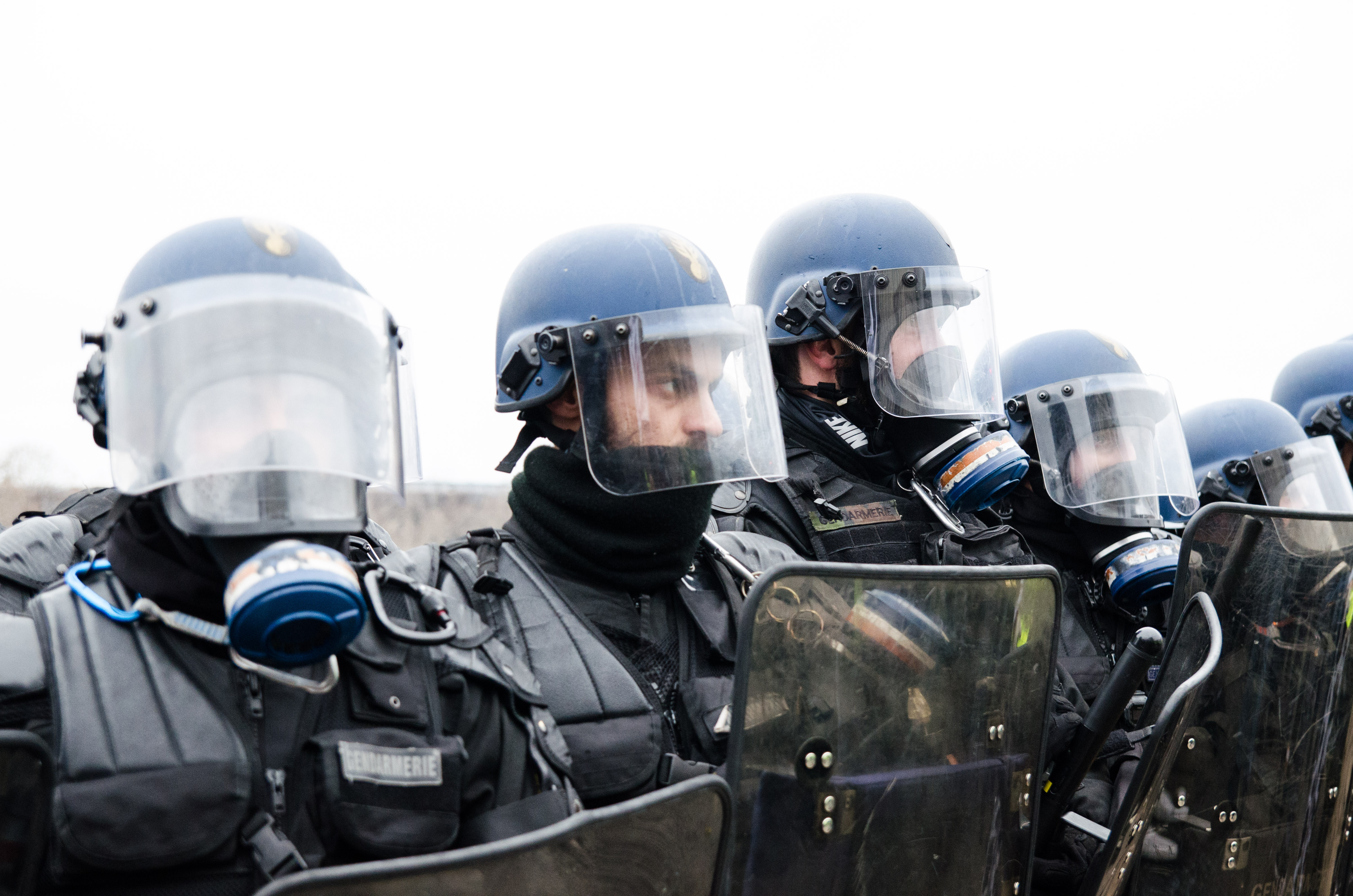
2019年1月5日、装備したフランス共和国保安機動隊（CRS）

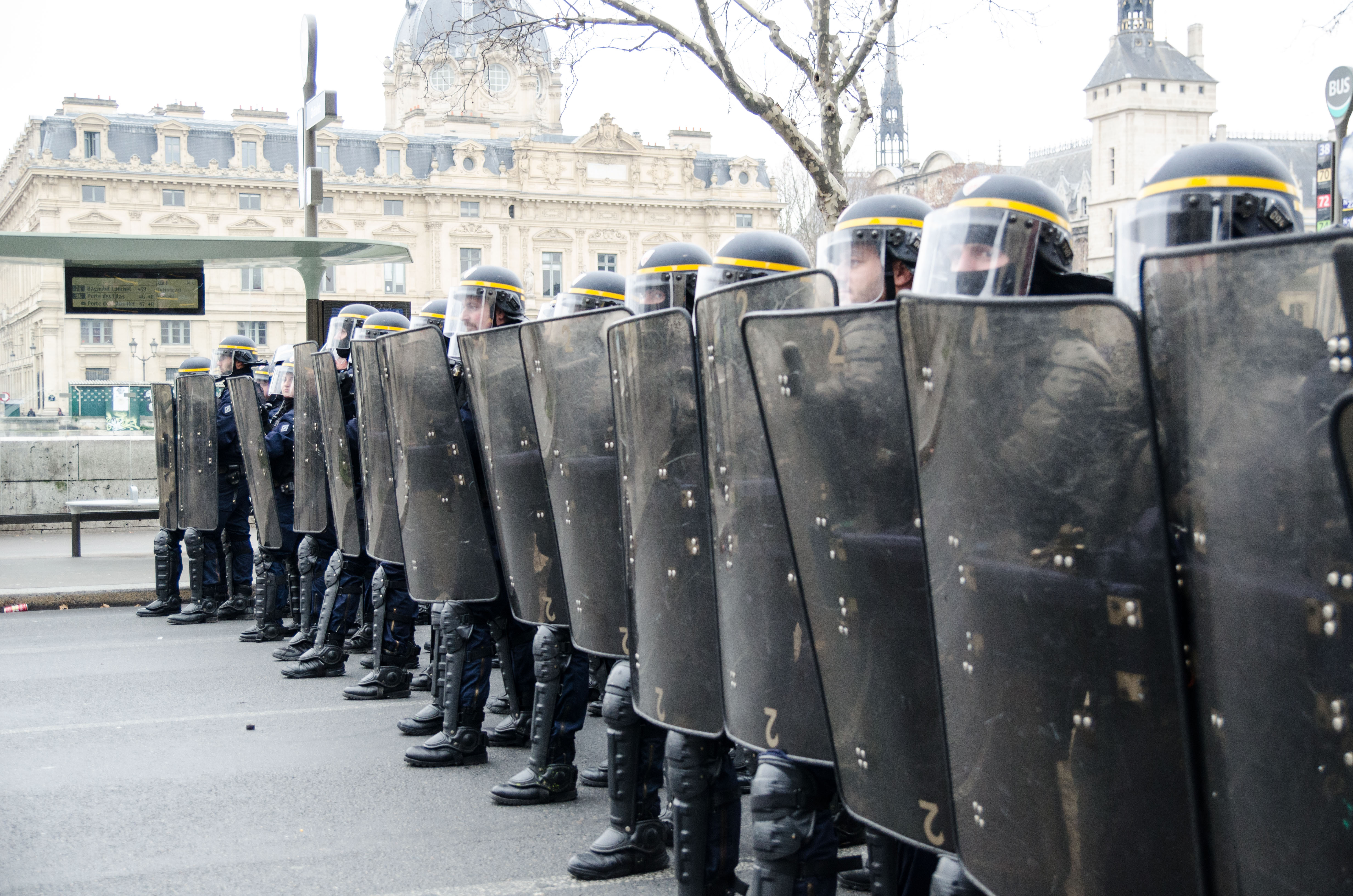
隊列を組んで、デモ隊を待つフランス共和国保安機動隊（CRS）

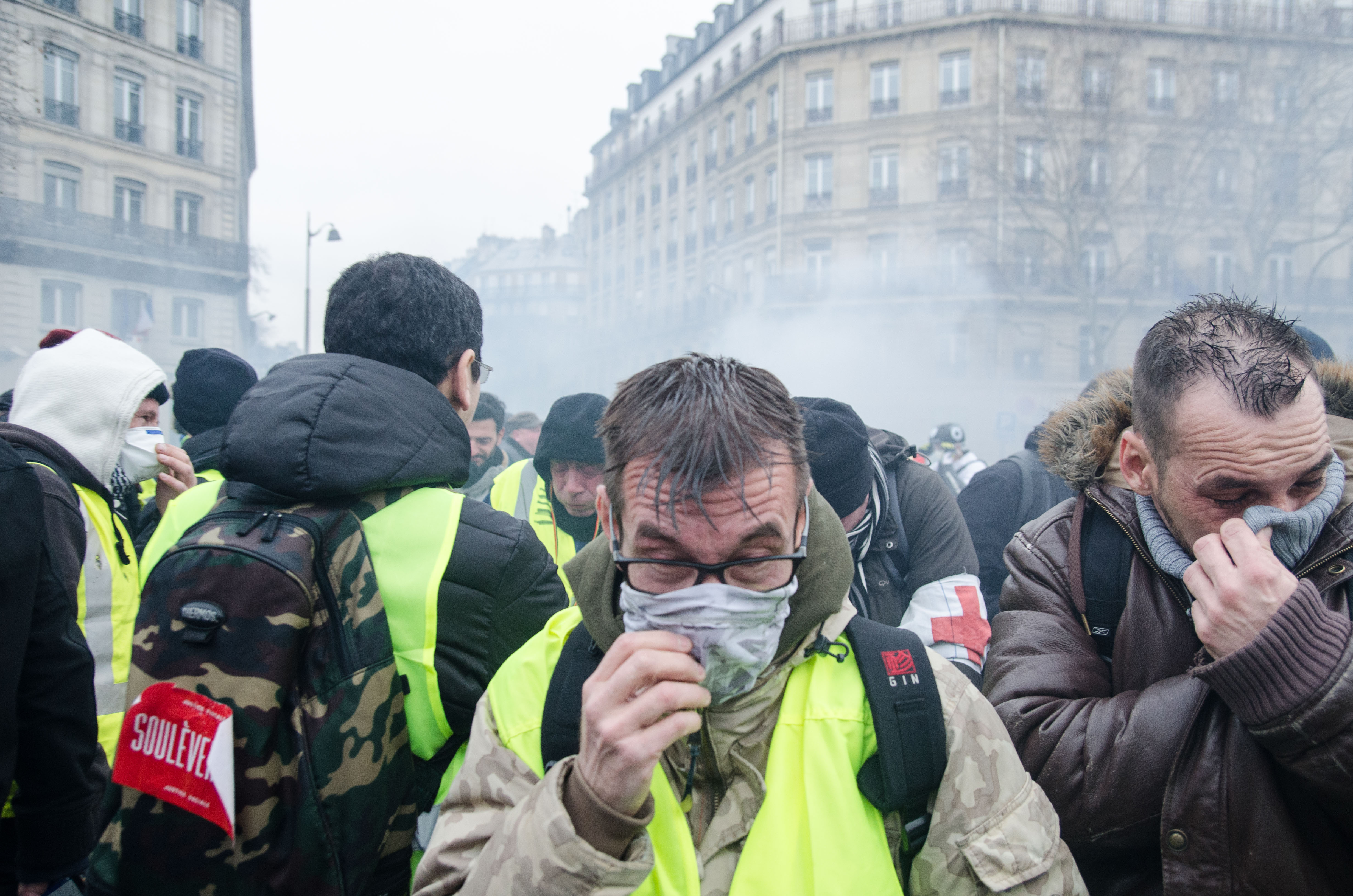
催涙弾に顔を覆う参加者たち

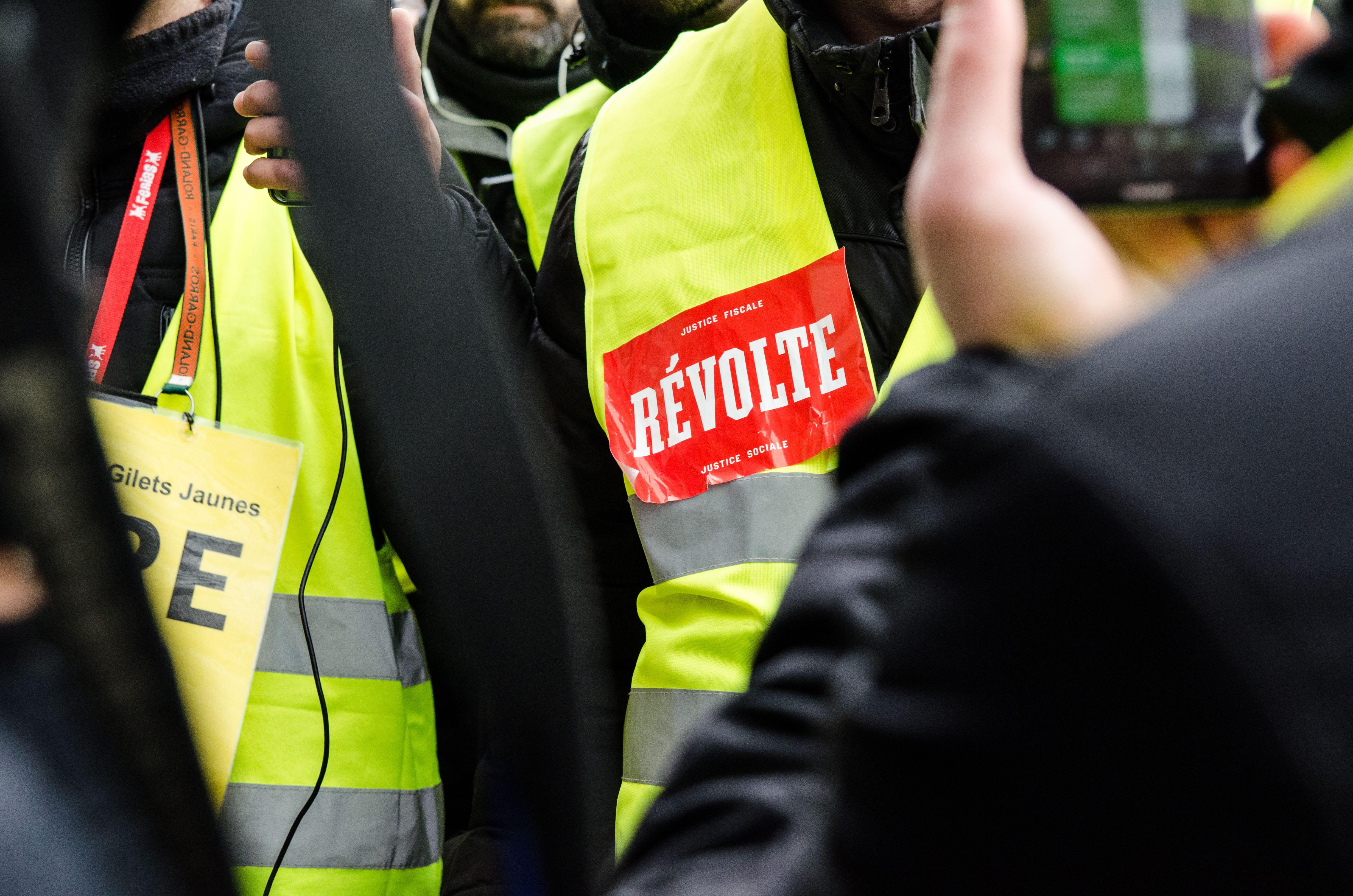
「ACT-Ⅷ」のデモに参加する黄色いベスト着用者。胸には「Révolte（革命）」のシールが貼られている。

2019年の最初のデモは、パリ左岸、グルネル通り沿いの政府省庁ビルへの襲撃によって開始された。政府スポークスマン、ベンジャミン・グリヴォー（フランス語版）は、黄色いベストの抗議者たちと破壊集団「カセウルス（フランス語版）」が建物のドアを壊し、建設車両をハイジャックしたと発表した。レンヌの市庁舎の建物の扉も破壊された。
フランス全土で、先週29日を大きく上回る約50,000人もの抗議者がデモに参加したと内務省は発表した。フランス国内での暴力事件の発生にもかかわらず、依然としてデモは国民の高い支持を得ていた。
円形交差点にてコミュニケーションを図るという女性たちの運動が始まった。彼女たちはパリ、トゥールーズとカーンで別のデモを組織した。主催者の一人によると、その目標は「暴力以外のコミュニケーション手段」を持つことだと言う。
内務大臣は、国内道路に備えられた自動レーダーとスピード監視用カメラの60％以上が破壊されたと発表した。 これは12月上旬の推定50％から上昇した。
2019年1月12日第九週―「アクトⅨ」
パリ北部のパン屋でガス漏れによって引き起こされた「大規模爆発」により、現場にいた2人の消防士を含む4人が死亡し、さらに十数名が負傷した。爆発は土曜日の早い時間に起こり、その日のデモの警戒を強めている最中での事故となった。
パリで約8,000人、ブールジュで約5,000人、ストラスブールでの約2,000人を含むフランス全土でおよそ84,000人もの参加者が、のべ9週間続く週末の抗議運動に参加した。抗議者は「経済政策の改善」を要求した。政府は全国に8万人の治安部隊を派遣し、暴力に対する「寛容なし（zero tolerance）」を誓った。パリの路上で、フランスの国歌『ラ・マルセイエーズ』を歌いながら、行進する抗議者たちに5000人の機動隊員、装甲車両およびバリケードが設置された。少数グループが指定された抗議ルートを離れ、警察に投石をした。凱旋門の周りで機動隊は石やペンキによる襲撃を受け、高水圧砲と催涙ガスで対応した。この12日、パリでの156人をはじめとし、フランス全土で244人が逮捕された。
フランスの内務大臣はメディアに、「政府は対立を乗り越え勝利」し、抗議者たちは「大きな事件なく」パリを行進したと語った。
2019年1月19日第十週―「アクトⅩ」
先週とほぼ同様に、警察はトゥールーズのピーク時に1万人、パリで7,000人（左岸で初めてデモが行われた）、ボルドーで4,000人、アンジェとマルセイユの2500人を含むおよそ84,000人がフランス全土でデモを行なったと推定した。19日の抗議行動は、マクロンによる「大国民討論会」の発足後に初めて起きたものであり、その鎮静効果は限定的であったことを示唆するものとなった。
2019年1月26日第十一週―「アクトⅪ」
全国的なデモが11週連続で続けられ、内務省はフランス全土で69,000人の参加者、地元の警察はパリで4,000人を見積もった。自称平和主義者で抗議運動のリーダーの一人であるジェローム・ロドリゲスはバスティーユ広場で警察から暴動鎮圧用ゴム弾「LBD(フランス語版）」を顔面に撃たれ右目を失った。同様に抗議行動中、何十名もの人々が負傷した。「私は意図的に標的にされました。少なくともパリの抗議行動において私は運動の象徴であり、警察は以前のデモのあいだ何度も指をむけていたので、彼らは誰を撃っていたのかがよくわかっていたと思います」とロドリゲスはメディアに語った。翌日、黄色いベスト運動に対して「赤いスカーフ」を巻いた約一万人もの反対派が暴力行為をやめるように促すプラカードを掲げパリを行進した。
2019年2月2日第十二週―「アクトⅫ」
デモ前日の2月1日、エドゥアール・フィリップ首相はボルドーへと向かい、各週毎に渡るデモによって生じた保険の損害賠償請求を単一のものとして請求できることを合意したと業者に知らせた。また、ボルドーも含む被害を受けた10都市に30万ユーロの手当を支給すると発表した。東部都市ヴァランスのショッピングエリアでは自衛用に板が打ちつけられ、ゴミ箱、公園のベンチ、保護柵など障害物になるもの取り除かれた。舗装石は投石を防ぐため、タールが塗られた。
2月2日、およそ1万人もの人々がパリのデモに参加しし、トゥール、ヴァランス、マルセイユ、ボルドー、トゥールーズおよび他のフランスの都市で計58,600人もの人々が抗議に参加した。
「アクトXII」では、先週のロドリゲスの負傷を受けて、これまでのデモでの警察の鎮圧による負傷者数を非難することに焦点が当てられた。フランス政府によれば、これまでに眼の重傷の4人を含む約2,000人の一般市民が抗議行動中に負傷している。警察暴力を調査する政府機関は、抗議行動中に116件もの調査を開始したが、そのうち10件は眼の負傷に関するものだった。 59人の弁護士のグループが、抗議者の処遇を裁判所で非難する公開書簡を発表した。これは警察自身の暴力報告に対する遅いペースの調査とは対照的だった。
週初め、フランスの最高裁判所は、多くの負傷者を出していると非難が高まっている警察によるLBDの使用禁止の要求を却下した。内務大臣クリストフ・カスタネールは、メディアとのインタビューに答え、この武器は黄色いベストデモが始まって以来9,000回以上使用されており、怪我をする可能性があることを認めた。
それでも「アクトXII」の前日、政府は警察がデモ隊による暴力鎮圧のためにランチャーを使用することを躊躇しないと警告した。これを受けてパリでは数千人が武器の使用禁止を求める「負傷者の行進」に参加した。負傷した抗議者が行進し、そのうち何名かは銃撃の目標となるようにターゲットサインを付けたアイパッチを着用していた。先週のデモで片目を失った運動のリーダー、ジェローム・ロドリゲーズは、群衆から拍手を浴び、歓迎された。
先週と同様、パリでの5,000人を含む80,000人の警備職員が動員された。パリでは、警察は市内中心部のレピュブリック広場で催涙ガスと高圧放水砲を使用しデモ隊と衝突し、デモ隊を押し戻した。マスクをしフードをかぶった何名かがゴミ箱とスクーターに火を放った。メディアは「運動は先週末とくらべると、比較的落ち着いたものとなった」と報じた。
フランス議会は、マクロンの党が提案する抗議者の権利を制限する新しい法律の検討に入った。提案された法案では、路上デモでの顔の覆い隠し（ヘルメット、仮面、スカーフを問わず）を違法とし、15,000ユーロの罰金または懲役刑により処罰される。さらに地元警察が街頭デモに参加を許されない者のブラックリスト作成を許可する。提案された法律は何人かの党内外の国会議員から反対を受けた。
2019年2月9日第十三週―「アクトⅩⅢ」

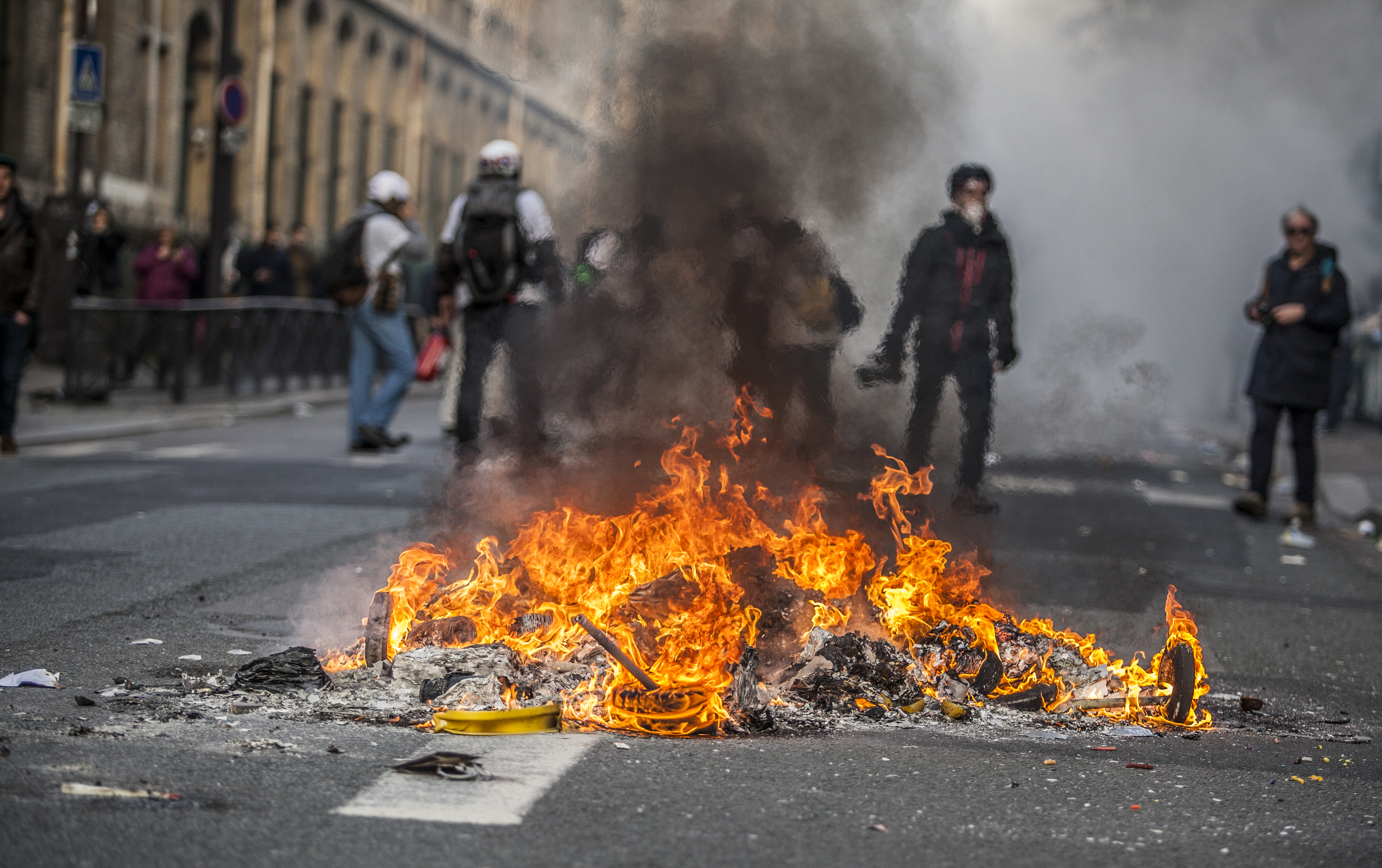
2月9日のデモで道路に放たれた炎

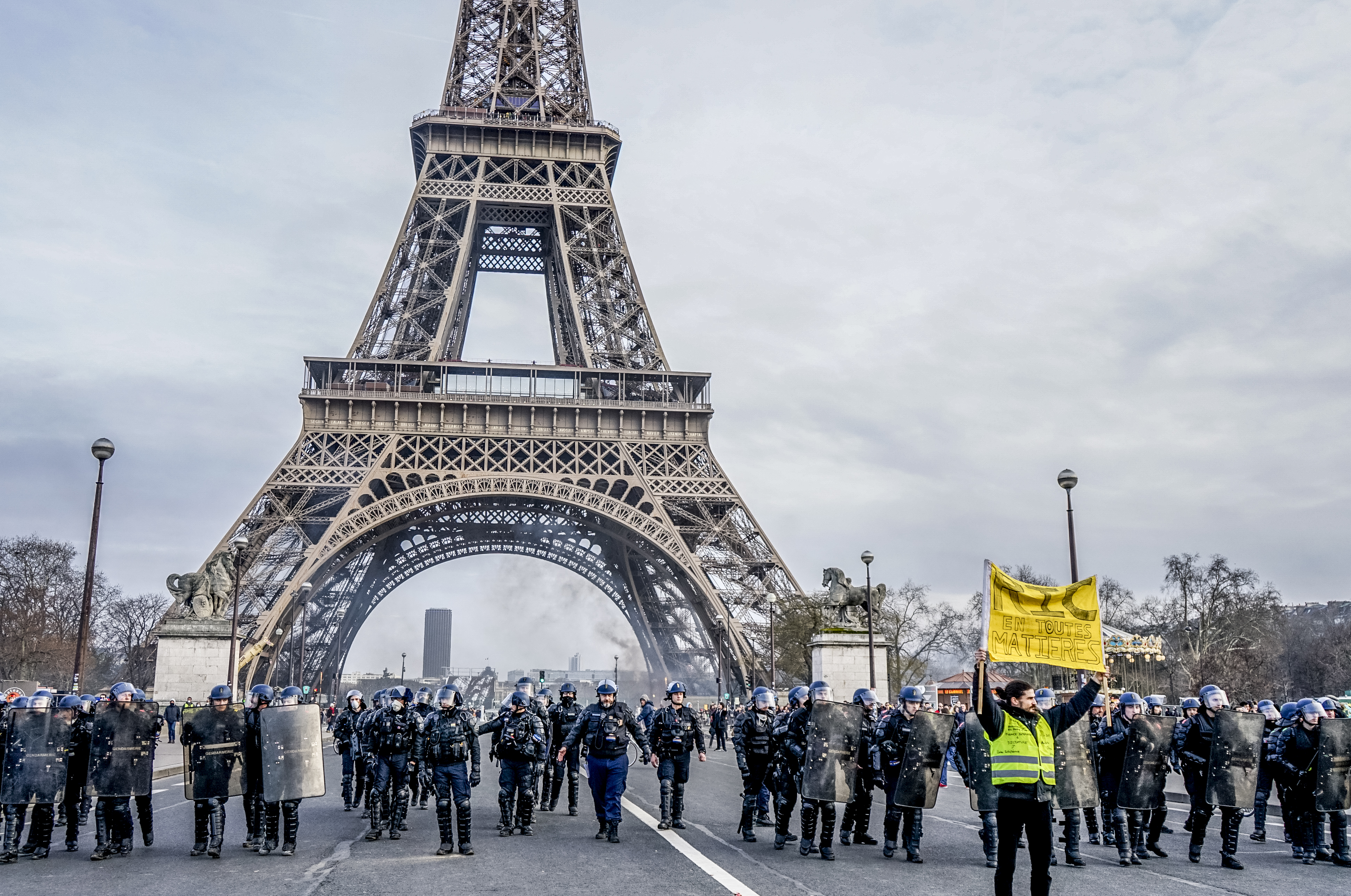
2月9日のデモ参加者

2月7日、マクロン大統領はアンチエスタブリッシュ（五つ星運動）で知られるイタリアの副首相ルイジ・ディマイオが黄色いベスト運動のリーダーと面談したことを受けて、在イタリア大使の召還を発表した。これにより両国の関係は第二次大戦以後最悪なものとなった。ディマイオは「新しいヨーロッパは黄色いベストから生まれる」と述べ、フランス政府はこれは「挑発」であり、受け入れることは出来ないとした。
13週目の抗議活動ではシャンゼリゼ通りから市内の国会議事堂までのデモ行進が行なわれた。一部の暴徒が防御壁を取り壊し、警察に投げつけた。警察は催涙ガスとゴム入り手榴弾でこれに対応した。抗議者の一人がゴム入り手榴弾を拾い、暴発した弾に指を飛ばされた。
フランス政府の発表によると、およそ51,400人が抗議に参加、そのうち4,000人がパリで抗議した。先週に比べると参加者はやや減少した。
マクロンと親しい国会議長リチャード・フェランの自宅への放火攻撃が起き、政治家たちは共同で非難した。フェランは放火によって焦げ付いた居間の写真をTwitter上にアップし、「選ばれた共和国の議員に対する脅迫や暴力を正当化するものはなにもない」とツイートした。
2019年2月16日第十四週―「アクトⅩⅣ」

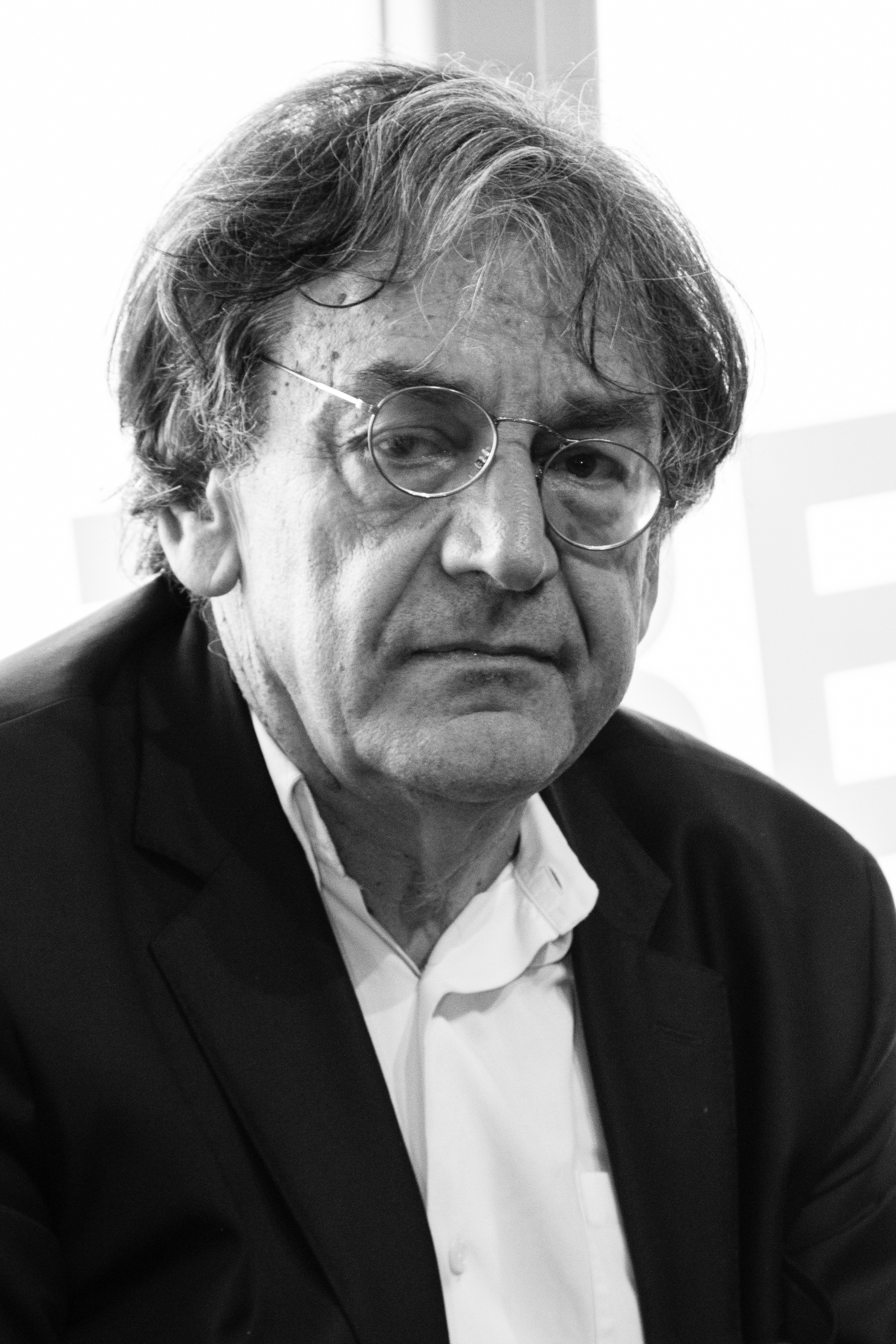
2月16日のデモで批判と攻撃の矢面に立たされたユダヤ人思想家アラン・フィンケルクロート

マクロンはTwitter上で運動の反ユダヤ主義的ヘイト・スピーチを非難する声明を出した（後述の「反ユダヤ主義の再燃」参照）。ユダヤ人思想家アラン・フィンケルクロートが攻撃の対象となり、抗議者は「汚いユダヤ主義」「汚い人種」などと罵った。これに対してフィンケルクロートは「わたしは強い憤りを感じた。そして残念ながらこれは最初のことではない」と述べた。フィンケルクロートは黄色いベストを支持する姿勢を打ち出していたものの、『ル・フィガロ』紙のインタビューで運動のリーダーを「傲慢」だとして非難し反発を招いた。
最近の調査では半数以上のフランス人が運動の「終息」を望んでおり、現在の抗議は運動初期の要求を反映していないと感じていることが明らかとなった。
フランスの内務省は「アクトⅩⅣ」にフランス全土で、およそ41,500人（パリ約5,000人）が参加したと発表した。
運動はイギリスの首都ロンドンにも飛び火して、反緊縮主義と親ブレクジットの抗議者ら、およそ100名がイギリスのユニオンジャック（イギリスの国旗）を掲げ、イギリスの欧州連合（EU）からの離脱を求めて街を行進した。先週も似たような運動がおこり、議事堂周辺の道路を封鎖していたが、今週も引き続いた。のちに運動を主宰したジェームス・ゴダードは警察により拘束された。さらに警官と臨時職員を襲撃したとして6人が告訴された。
2019年2月23日第十五週―「アクトⅩⅤ」
12月の激しい抗議の最中に急激に低下していたマクロンの支持率は、フランス各地での一連の対話と討論（全国討論大会）、とりわけ農村地帯で有権者との交流などから回復基調に変わった。23日土曜日にはパリで毎年催されている恒例の農場ショーに参加し、スマートフォンでのセルフィー写真に応じたり、農場主らと気軽に歓談した。
内務省によると、首都パリでの5,800人を含む約46,600人が全国で抗議運動に参加した。先週の41,500人からやや増加した。警察の発表では28人がパリで逮捕された。抗議者たちは首都パリの裕福な地域を、警察に周囲を取り囲まれながら行進した。フランス中央の都市クレルモン＝フェランではおよそ18人の人々が逮捕され、危険と見なされた物品が押収された。さらに西部レンヌでは18人が逮捕され、6人の警官が軽傷を負い、6人の抗議者が警察が発砲したLBDにより負傷した。
欧州連合当局は反政府デモの取り扱いに対して、フランス当局を非難しより人権を尊重するように求めた。とりわけ焦眉となっているのはフランスのみが使用しているとされる暴動鎮圧弾であり、出来るだけ早急の見直しが望ましいとした。また抗議者の拘留についても懸念を表明している。
黄色いベスト運動は来たる3月16日を「決定的なデモ」にすると宣言したという報道が流された。
2019年3月2日第十六週―「アクトⅩⅥ」

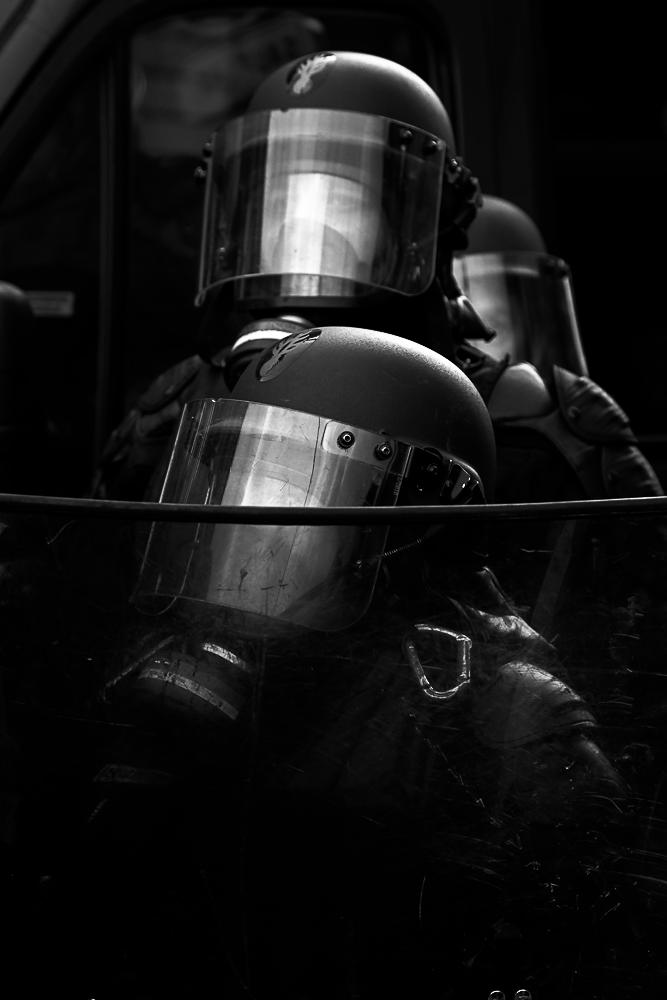
プロテクションを装着した鎮圧部隊

戦後フランスのデモのなかでもっとも長い期間に及ぶこととなった「黄色いベスト運動」は3月にはいり、第16週目へと突入した。
「Yellow Vests Acte 16：Insurrection（暴動）」と名付けられたこの週、Facebookを通じて運動者に呼びかけられたのは、デモが継続してゆくなかで薄れがちとなった「原点回帰」であり、11月、12月の「自発的」な勢いを取りもどそうと試みた。マルセイユ、ニース、ボルドー、ストラスブール、ナント、トゥールーズといったフランスの都市のみならずベルギーやドイツなどの近隣諸国でも、市内に集まるようにイエローベストたちに呼びかけた。 「戦いは国際的だ」とイベントページ上で声明を出した。
内務省によれば、2日土曜日、およそ39,300人のイエローベストたちがフランス全土でデモを行い、そのうち首都ではおよそ4,000人を数えた。先週の46,600人を下回るものとなったが、内務省の公式の数字は、運動者の抗議により論争が起きた。また、首都ではフェイスブック上で「Act 16: Yellow Vests united: We will not give up（イエローベストの団結、わたしたちは諦めない）」と名付けられた運動がおよそ2,000人もの人々の注目を集めたという。
南東部の都市リヨンのオーガナイザー、「反―啓蒙主義者」となることが運命づけられている仮想の未来に対して警告するため、「喪の象徴」として黒い服を着て行進をし、2月16日に問題となったような「軽蔑」を目的とする運動者とは一緒に行動をしないという「黒の行進」を計画した。
3月1日金曜日、マクロンは運動による「容認しがたい」暴力を非難し、「平静に戻る」ことを求めた。しかしながら、最新の世論調査によると、フランス人の85％が大統領は人々の懸念にもっと注意を向けるべきだと考えていることを明らかにした。また、調査はフランス人の大多数は、マクロンがそのアプローチをイエローベスト運動に適応させていないと考えていることも示した。
2019年3月9日第十七週―「アクトⅩⅦ」
週初め、マクロンは直前に迫った英国のブレクジットをEUに対する脅威として、「EUは平和同様に自明なものではない。EUは分裂と孤立に抗する新しいルネッサンスの時を今迎える」と語り、ナショナリズムやポピュリズムを非難しEUを保護するという姿勢を明確にした。これは、元ベルギー首相で欧州自由民主同盟（ALDE）議長ヒー・フェルホフスタットが著したような「ナショナリズムによる危機」「ポピュリズムによる悪夢」にEUが直面しているという認識を背景としている。
デモは初期の燃料税への不満から拡大して、富裕層への攻撃、そしてマクロン政権の是非を問う国民投票の実施の要求へと移り変わった。政府の100億ユーロ規模での財政出動もあってか、デモへの参加者は減少傾向にあり、内務省の発表によればフランス全土で28,600人が参加した。首都パリではおよそ7000人が参加、6日の国際女性デーの後ということもあわせて、女性が平等な権利と平等な給与を主張して行進した。また失業補助金改革に反対する女性たちがピンクのベスト、ピンクの衣装、ピンクの風船を携えて行進をおこなった。シャンゼリゼ大通りのデモ隊に高圧水砲が使用され、19人もの逮捕者をだしたものの、抗議行動はほぼ平和裡に終了した。また、リヨン、ボルドー、トゥールーズなどの都市では警察との散発的な衝突が発生した。
3月7日と8日にオンラインニュースサイトAtlanticoで行われた世論調査では、54％が「黄色いベスト」に共感を示した。これは2月中旬の50％から上昇したが、ピークの72％のピークからは低下した。
2019年3月16日第十八週―「アクトⅩⅧ」

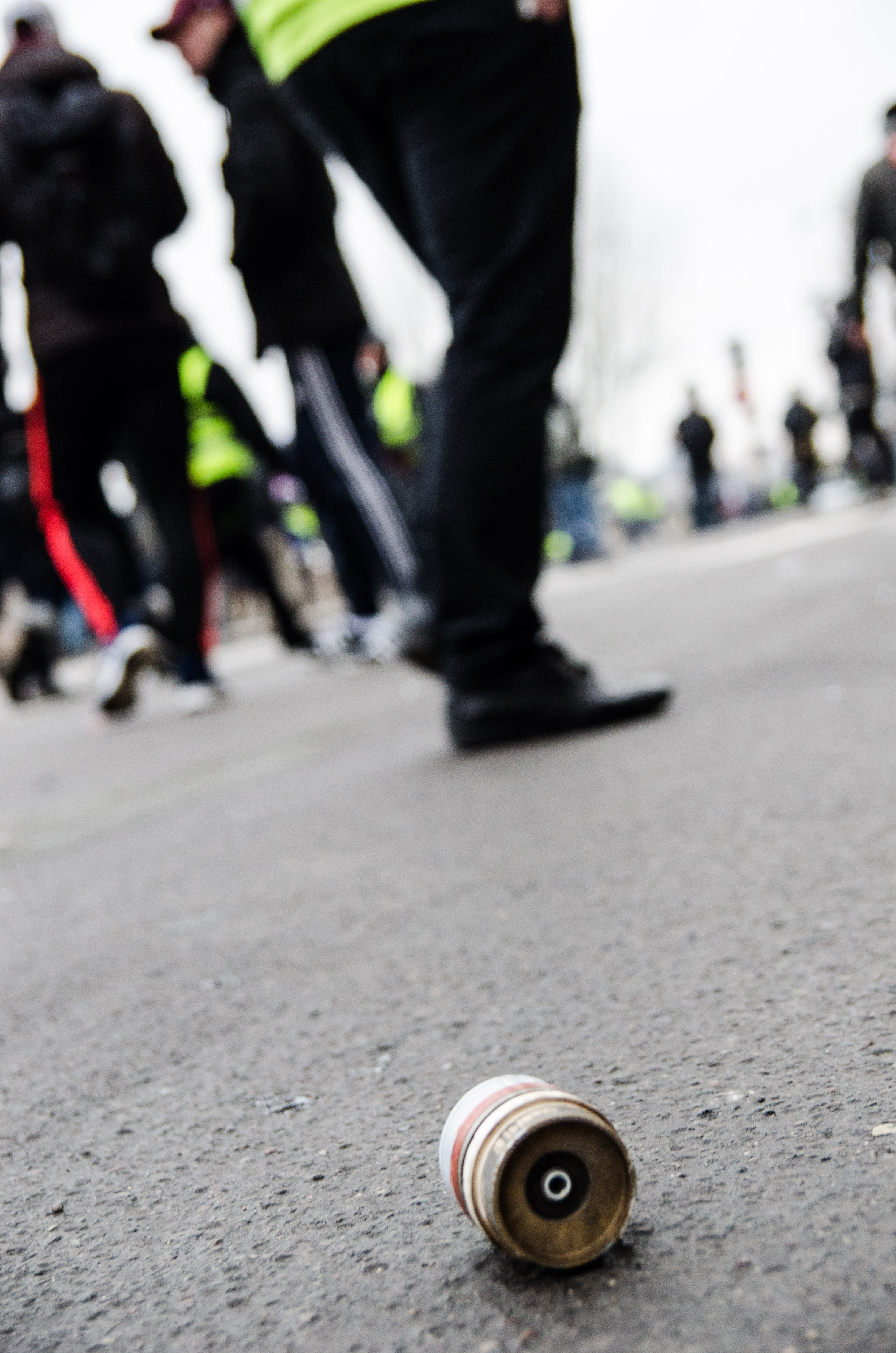
路上に転がる発煙弾

ひきつづく参加人数の減少と以前の大規模デモの予告を踏まえて、主催者はソーシャルメディア上で人々に参加要請を強化した。リーダーの一人、エリック・ドローエはYouTube上に声明を発表し、16日は黄色いベストとは別の環境問題デモと、100万人規模で起きたアルジェリアの大統領退陣デモともリンクして、フランスの歴史上でもユニークな抗議の日となると述べた。またこの日は11月17日にはじまったデモの4カ月記念日、さらにマクロンの全国討論大会の最終日の翌日にあたり、反マクロンの抗議者は大統領の討論大会は「失敗」だったと主張した。
フランス内務省は、「アクトⅩⅧ」ではフランス全土でおよそ32,300人、パリでおよそ10,000人の参加者、そのうち1,500人の「超過激破壊者」を含んでいたと発表した。以前から唱えられていた「原点回帰」の姿勢があらわれ、街の中心シャンゼリゼ通りに火が放たれ、母子がビルの炎と煙から辛うじて命を救われた。高級品を扱う資本主義のシンボルが狙い撃ちされ、ファッション、ハンドバッグ店、ニューススタンド、老舗カフェとして知られる「フーケッツ」のガラスが割られ、破壊・略奪され、銀行には火が放たれた。凱旋門近くではデモ鎮圧部隊とデモ隊とが衝突した。ドイツから参加した43歳の工場労働者は彼自身が「世界最大の問題」と考える銀行の放火に同意したとコメントした。また２児の母である他の女性は「暴漢がいるのは嬉しいわ。だって、もし彼らがいなかったら、わたしたちの行動は何の注目も受けられないでしょうから。わたしたちの声を広めるためには暴力が必要なんです」と語った。
同時にパリではこの日45,000人規模で環境問題のデモが起こり、フランス政府に二酸化炭素の排出量削減の公約を守るよう要求した。アメリカ合衆国大統領ドナルド・トランプはTwitter上で、パリ協定に対するマクロンの姿勢を「フランスでパリ協定はうまくいってるのか？18週つづく黄色いベストの後でわたしにはそううまくいってないように思われる。その間にアメリカでは環境問題はリストのトップになっている」と揶揄した。
マクロンはスキー休暇を切り上げ、閣僚との対策会議のため16日夜パリに戻った。警察の準備が十分ではなかったと非難を受け、「わたしたちは憲法上の権利にこだわっているが、どうしても共和国を壊し、モノを破壊し、人々を殺すというリスクを冒したい人々がいる」と語った。パリ警察は192人がパリで逮捕され、60人が負傷し、うち18人が警察と消防士だったと発表した。
フランス政府は3月18日、デモの対応で不手際があったとしてパリ警視庁の警視総監を更迭した。
2019年3月23日第十九週―「アクトⅩⅨ」
先週のパリ襲撃のさなか、マクロンはスキ―休暇、カスタネールはディスコでダンスをしていた事が明らかとなり、マクロン政権は強い批判と警備強化要請の圧力を受けた。新しく就任したパリ警視総監ディディエール・ラルマンは、暴力により迅速に対応するための部隊設立を発表した。主要エリアに兵士が初めて投入され、シャンゼリゼ通りを含むパリ市内西部の広い地域でのデモ活動が禁止された。装甲車、高圧放水砲、そして何十台もの警察車両が凱旋門を囲み、警官たちは店頭を巡回した。これらの動きは野党と市民によって、非難さらされた。「いつから兵士が民衆と対面するようになったんだ？わたしたちはフランスにいる。これじゃあ北朝鮮か中国にいるのとおんなじだ。こんなもの見たことがない」と運動参加者の一人は不満を述べた。左派Unbowed党の党首は「それは無謀で危険な決断であり、非常に危険な結果になる可能性がある」と述べ「兵士の仕事は警官の仕事ではない」と付け加えた。 また、政府は許可されていない抗議行動に参加した際の罰金を38ユーロから135ユーロへと引き上げた。
23日夜、カスタネールは首都で5,000人、フランス全土で40,500人がデモに参加したと発表した。全土に65,000人の警官と憲兵が配備され、233人が逮捕された。
パリの「アクトⅩⅨ」は伝統的なフランスの抗議運動を踏襲した。晴天の太陽が燦然と輝くなか、フランス国歌を歌い、マクロン辞任を強く訴えた。デモ隊は観光客の多いモンマルトル地区からサクレ・クール寺院までをおおむね平和に行進した。リラックスした雰囲気に満ち、春色の濃い3月終わりの土曜日を観光客さながらセルフィーした。デモ隊と警察は南フランスのニースとモンペリエの都市で衝突した。中国の習近平総書記（国家主席）がフランス訪問の一環として滞在すると予定されたニースでは高い警備体制が敷かれた。
2019年3月30日第二十週―「アクトⅩⅩ」
この週、習近平総書記がパリを訪れ、マクロンはドイツのアンゲラ・メルケル首相と、EUのジャン＝クロード・ユンケル|欧州委員会委員長をパリに招くというこれまで前例のない出迎えをおこなった。フランス政府は「多国間主義の課題に関するハイレベル会合」と呼び、のちの記者会見では互いがライバルであることを認めながらも、4人の首脳全員がEUと中国のさらなる協力の願いを強調した。また大統領は相互貿易のためにより平等な競争条件を作り出しながら、中国とのEU関係を深めたいと考えていることを表明した。
先週から続く警戒強化のため、当局はパリのシャンゼリゼ大通り、国会周辺、そしてボルドーの中心を含む特定の地域でのデモを禁止した。フランス内務省はパリ4,000人を含むフランス全土で約33,700人の抗議者が参加したと発表した。パリ警察は32人を逮捕し、21人に罰金刑が科せれたとした。
南フランスのアヴィニョンでは、警察が抗議者を市内中心部の狭い通りから追い出したため、衝突がおきた。南西部ボルドーでは、抗議者が建設現場の廃材に火をつけ、警察が催涙ガスでこれに対抗した。パリの抗議デモの参加者のひとりは「わたしたちは11月17日（運動初日）と同じ理由で来ている。わたしたちはなにも得られなかった...」と述べた。フランス北部からパリの抗議行動にやってきた女性は、特にマクロンが年配の女性はニースでの抗議行動に参加しないように「知恵」を持たなければならないと新聞に語ったことを受けて、 「誰もが言うべきことを持っています、なぜそれを黙らせようとするのでしょうか？それは民主主義ではありません」と答えた。
2019年4月6日第二十一週―「アクトⅩⅩⅠ」

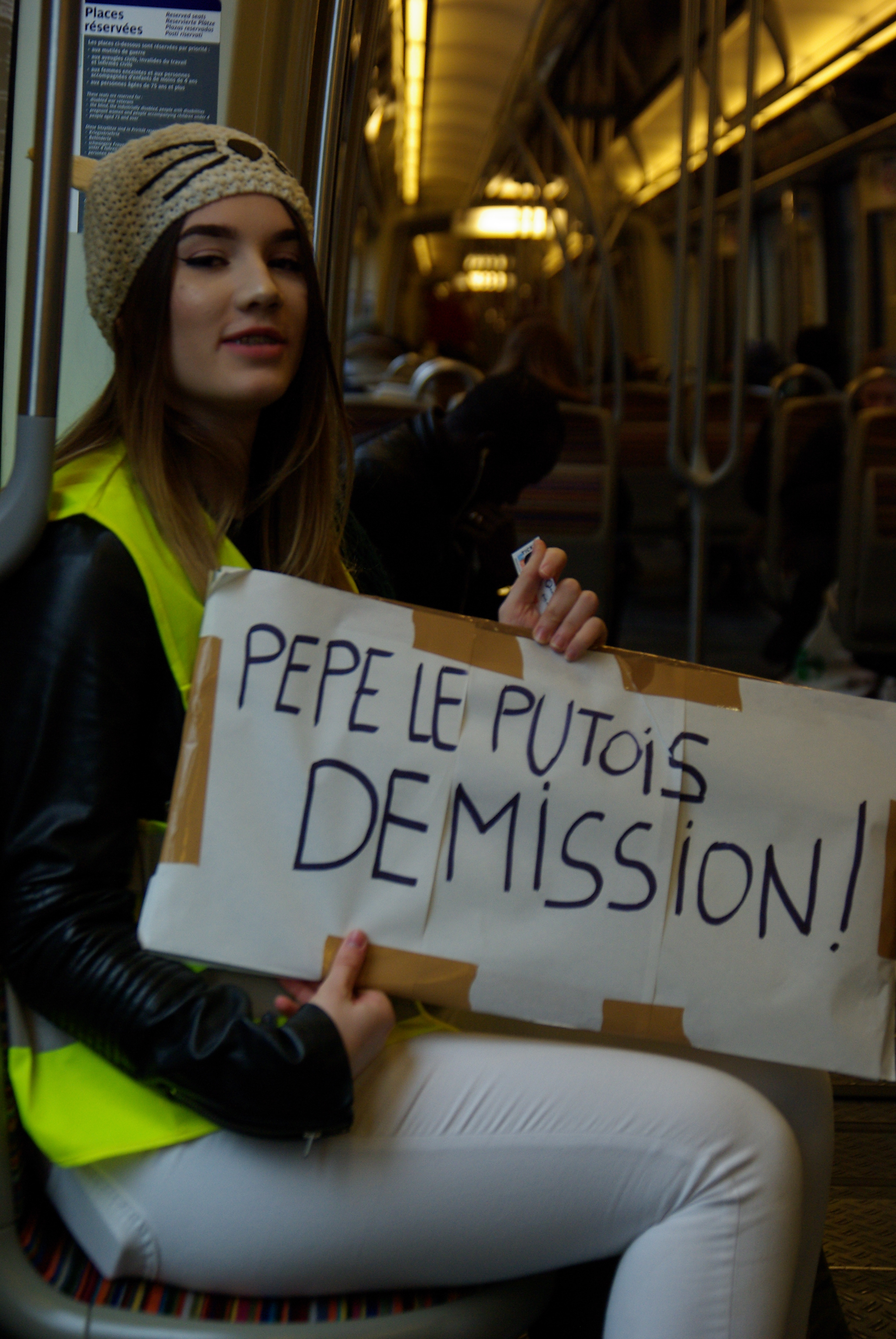
黄色いベストに参加するパリジェンヌの女性

黄色いベストに対する説得も含める形で、1月に始まった大討論大会は、公式には3月15日で終了したはずだったが、実際はさらに数週間延長した。マクロンとの直接的な討論に加え、全国10,000以上の地元会合で構成された大会には合計およそ50万人ものフランス人が参加した。最終となるコルシカ島での討論では、コルシカのナショナリストたちが大会をボイコットした。木曜日、フランスの憲法評議会は、「反暴動防止法」を違憲であると宣言することにより、マクロンのイニシアティブの一つを否定した。憲法評議会は「これらの条項は、政権に対する思想および意見の集団的表現の権利を市民から奪う力を与える」とし、「禁止を正当化する理由への過度のマージンである」と述べた。
黄色いベストは大討論大会の終了にあわせて、21週目のデモを行なった。北のルーアン、南東のリヨン、そしてパリでマクロンを非難する旗やバーナーを掲げて通りにでた。西部ではフランスとドイツの活動家たちが国境で合流した。 内務省はパリで3,500人、フランス全土で22,300人の参加を発表した。内務省の数字は低く見積もりすぎだとして抗議されている。
フランス政府は、翌週に一連の「大討論大会」の結果を発表し、運動によって逸れたマクロンの軌道を従来のものに戻したいとした。いっぽうで木曜日にDelabreがおこなった世論調査では、市民が討論大会に納得できなかったことが示唆された。調査した1,002人のうち、68％が人々の意見が考慮に入れられているとは思えず、 79％が現在の政治危機を解決できるとは考えていないことが明らかとなった。
2019年4月13日第二十二週―「アクトⅩⅩⅡ」
フィリップは、黄色いベストたちの不満に焦点を当てた全国討論に応じて、「議論はわたしたちの向かうべき方向性を明確に示している。わたしたちは減税する必要がある」とし、「減税」が優先事項でなければならないと述べた。2019年現在、フランスは先進国の中で最高の課税率が課せられており、2017年のOECDの経済シンクタンクからのデータによると、GDPの46.2％に相当する税金でトップがフランス、デンマークが2位（46％）、スウェーデンが3位（44％）となっている。いっぽうでフランスは支出の面でも世界最高水準であり、2018年対GDP比で31.2％、 2位はベルギー（28.9％）、3位はフィンランド（28.7％）だった。また、フィリップは、「都市と地域のバランスを取り戻さなければならない」とし、それは都市部と農村部の間の連携を改善を含むとした。
フランス内務省はパリでの5,000人、トゥールーズでの6,000人を含むフランス全土で31,000人の抗議者の参加を発表した。この週は黄色いベストの「首都」としてトゥルーズが選ばれ、憲法評議会によって議論のわかれた「反暴動防止法」が初めて施行された週となった。防止法によれば、公秩序を乱す行為やまたはその近くにいる場合、最大1年投獄され、15,000ユーロの罰金を課せられる。警察による任意でのスーツケースや車の検査が許可され、自分の顔を隠すことが禁じられた。しかし参加者はそれを無視、防煙マスクを装着して行進をした。
SNSを通じて、およそ6,000人もの人々が「首都」トゥールーズの街に集まり、行進が繁華街に出ようとしたときに23人が逮捕された。抗議者たちは催涙ガスを投じる警察に石、ボトル、爆竹で応じ、いくつかの通りが封鎖され、群衆を解散させるために高圧水砲が使用された。いっぽうでほとんどのデモは平和にとりおこなわれ、ひとりの通行人はその模様を「怒りよりも陽気さ」とツィートした。
2019年4月20日第二十三週―「アクトⅩⅩⅢ」

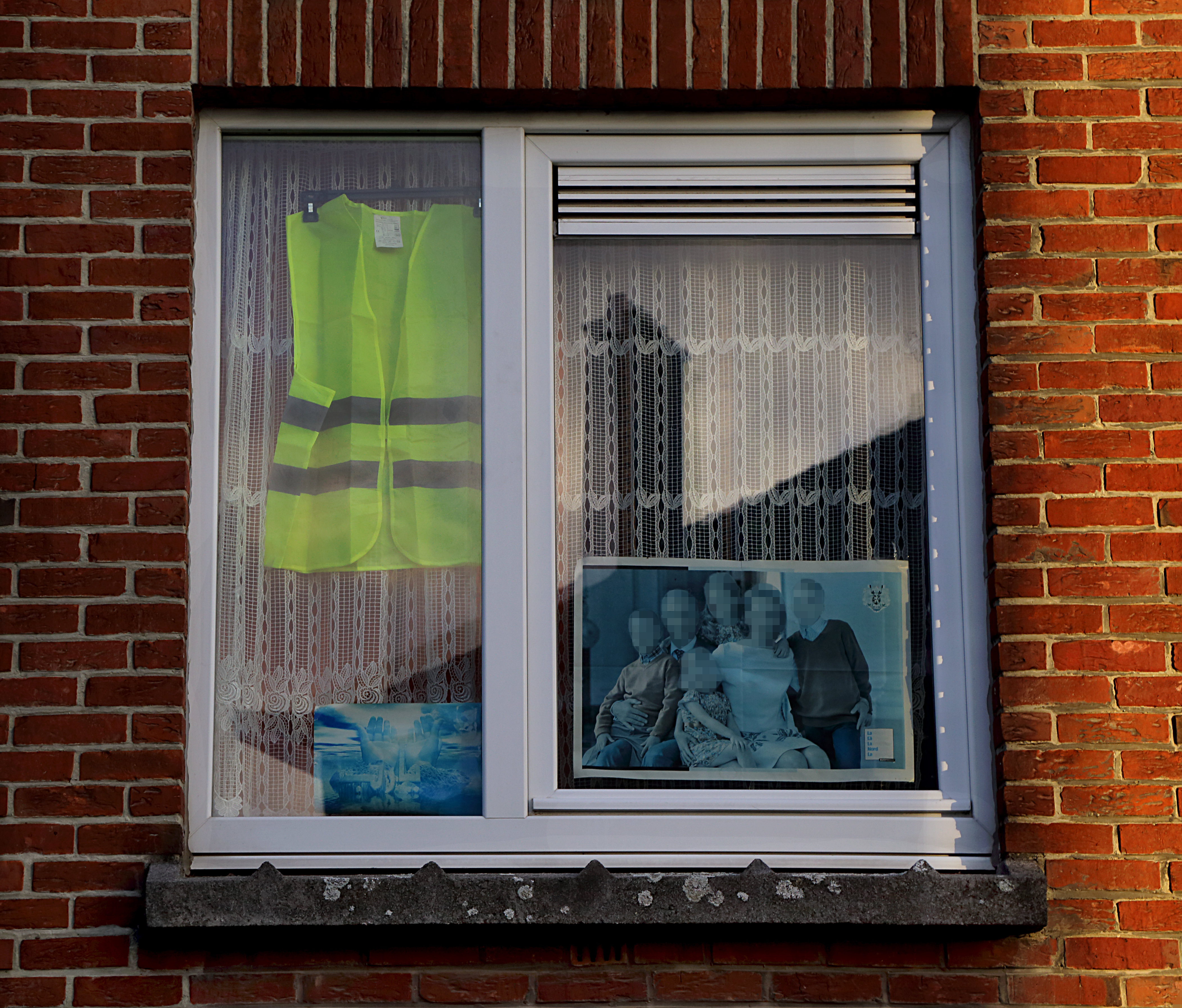
黄色いベストを窓に飾る部屋（ベルギー）

4月15日に起きたノートルダム大聖堂の火災に直面したマクロンは予定されていた討論大会の統括を先送りした。あるアナリストは火災は国民を団結させるためのチャンスだと述べた。大統領は「歴史、文学、わたしたちのの中心、すべてのフランス人の大聖堂」とツィートし、大聖堂の再建を約束、 「それはわたしたちの歴史に値するものであり、運命です」とした。ルイ・ヴィトンやグッチ、イヴ・サンローラン、バレンシアガといった有名企業の株主らが総額でおよそ10億ユーロの巨額の寄付を申し出、マクロンは「5年以内に再建したい」と希望を述べた。
フランス内務省はパリでの9,000人を含むフランス国内で27,900人以上がイエローベストの行進に参加したと発表した。警察は土曜日に200人以上の参加者を拘束、またデモの前、抗議のために首都に入ろうとした17,000人以上への手荷物の「予防検査」が実施された。厳戒態勢が引き続き、シャンゼリゼ通りやノートルダム聖堂周辺を含む道路や地下鉄が封鎖され、約6万人の警官が動員された。それでも散発的な衝突は起き、催涙ガスの幔幕が立ちこめ、路肩の車、バイク、バリケードが燃やされた。
多くの抗議者は火災に深く悲しんでいたが、同時にフランス富裕層のノートルダム大聖堂再建への巨額寄付に怒りの表情を見せた。「ノートルダムで起こったことは大きな悲劇だと思うが、人間は石よりも重要であるべきだ」と参加者のひとりは述べた。 別の参加者は「巨額の寄付はノートルダム、わたしたち貧乏人には？」「10億ユーロを黄色いベストのために」と訴えるバナーを掲げて行進した。また、ノートルダムを舞台としたヒューマニズムな小説を描いたヴィクトル・ユーゴーよろしく、ホームレスの活動家たちが聖堂前で「教会には屋根が必要だが、おれらにも屋根が必要だ」とプラカードで訴えた。これを受けて、パリ大司教ミシェル・オーペットは「貧しい人々のための場所を作るべき」とした上で、「ここは貧しい人とホームレスの家となる。教会にはいつでも来て体を暖めることができるし、彼らは追い出されることがないことをわかっている」と付け加えた。
マクロンは今週木曜日に討論大会の統括を発表するとしている。
2019年4月27日第二十四週―「アクトⅩⅩⅣ」
4月23日、日本の安倍晋三首相が、G20の大阪サミットを前にした意見調整のためフランスを訪れ、マクロンと面談した。安倍はノートルダム大聖堂火災へのお見舞いを述べ、両者はスリランカ連続爆破テロ事件への対応や自由貿易の価値共有などを強調した。会談ののち、マクロンは日本語で「日本と共に、我々は多極主義への信頼を再構築するという同じ野心を有する。幾多の障害や緊張や閉塞状況が存在することは分かっているが、日本もフランスもそれで諦めてしまうような習性は持っていない」と、ツイートした。
4月25日、マクロンは大統領就任後初の記者会見を行ない、予定されていた討論大会の統括と対策案を発表した。このなかで低所得者や平均的な所得者へ総額50億ユーロ規模の所得税削減と年金の増額を約束し、任期中のさらなる学校、病院の閉鎖はないとした。さらに自身も卒業したフランスのエリート校フランス国立行政学院（ENA）の閉鎖を約束（貧困家庭から学生を募集しないためここ数十年来、批判にさらされてきた）し、フランスの統治システムは変わるべきだと述べた。マクロンは自らの施政を「後悔」しているとも言い、より「ヒューマン」な政治を誓ったが、運動のなかでおきたユダヤ人や同性愛に対する憎悪や暴力を「道徳」と「教育」の衰退だと表現し、全力で戦うとした。会見に対して、オンライン上で運動のリーダーたちはすぐさま反論を述べた。エリック・ドローエは会見を「くちゃくちゃぺらぺら」と呼び、マキシム・ニコルは政治的に「煙に巻く」の最悪の事例だとした。ニコルはAFPに対し、「（マクロンは）過去5ヶ月間は路上で言われてきたことに耳を傾けていない」と述べた。
第24週目の黄色いベストの行進は、内務省発表でおよそ23,600人（パリ2,600人）の動員が推定された。これは抗議行動が11月に始まって以来、2番目に低い数字だった。パリでは労働組合（CGT）と活動家たちが発表された対策案に対し、「団結」を示するため黄色いベストとともに行進した。大統領の批評家たちは対策案は小さすぎ、遅すぎ、さらに高所得者への「富裕税」には手がつけられていないと批判している。パリ警察はいくつかの地下鉄駅の閉鎖を命じ、パリ交通公団（RATP）は、9つの駅が土曜日の午前8時から閉鎖されることを発表した。およそ2000人が参加したストラスブールでは警察が主要機関へのアクセスを封鎖したにもかかわらず、デモ参加者は欧州議会ビルへの進路を取り、警察とのあいだで衝突が発生した。何人かは石と瓶を投げて、応戦した。
5月1日のメーデーと重なることから、次の黄色いベストは静かなものになる可能性があると予測された。
2019年5月4日第二十五週―「アクトⅩⅩⅤ」
5月1日のメーデーで、仏内務省はおよそ164,000人がフランス全土で集会に参加したと発表した。このうち28,000人がパリで行進し、2人の抗議者と14人の警察官が負傷したとした。フランスの報道機関Occurrenceはパリで4万人、労働組合CGTは8万人の参加者を主張している。7,400人もの警察官が配置され、15,300人の手荷物の「予防検査」が実施され、330人の逮捕者を出した。警察は抗議ルート上にあたる580以上のショップ、レストラン、カフェの閉鎖を命じ、多くの地下鉄駅が閉鎖された。黄色いベストでの活動で有名になったアナーキストの反資本主義破壊グループ「ブラック・ブロック」が参加し、旧ソビエトの鎌と鎚と五芒星の赤旗を振り、ジュリアン・アサンジとパレスチナ人を支持するプラカードを掲げ、警察と激しい衝突を繰り広げた。またこの日、ロシアでは労働組合が主催する首都モスクワ中心部でのメーデー集会に約10万人もの人々が参加したと発表された。
5月4日の黄色いベストの行進はパリでの1,460人を含む18,900人の抗議者の参加が発表された。メーデーへの参加者の分散もあってか、25週にわたる抗議運動を通じて最も少ない参加者となった。参加者の一人は「多くの人がメーデーでの（警察の）抑圧にショックを受けた」と語った。

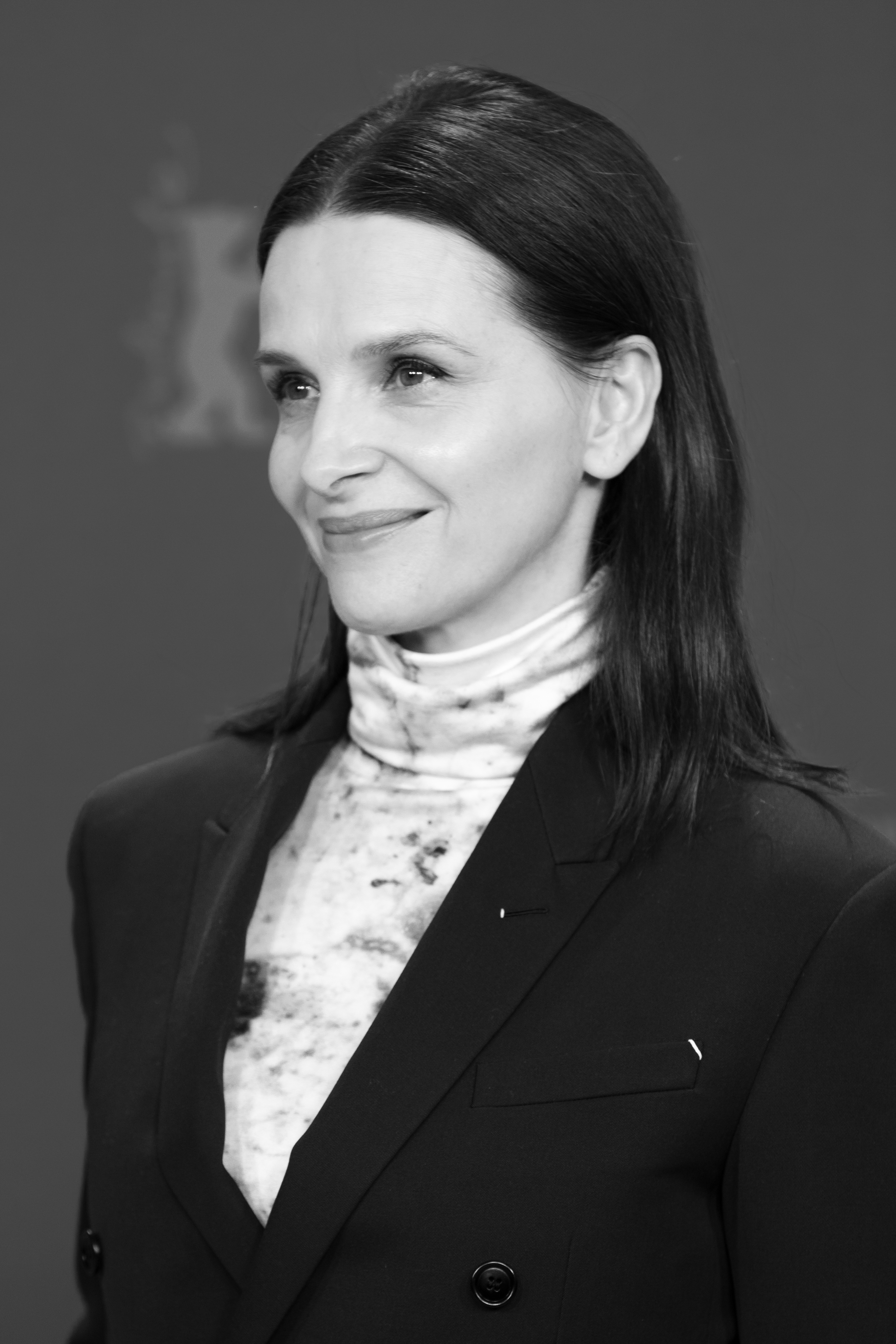
黄色いベスト運動への支持を表明した女優ジュリエット・ビノッシュ

いっぽうで女優ジュリエット・ビノシュを含む50人以上の俳優、作家、音楽家、映画製作者のグループは、フランスの新聞『リベラシオン』紙のウェブサイトに「黄色いベスト―わたしたちはだまされない！」と題される運動を支持する声明を発表した。同グループは、黄色いベストを「反・エコロジスト、過激派、人種差別主義者、窃盗犯」と呼んで運動の価値を損なおうとする、政府の一連の姿勢を非難した。声明は「抑圧の犠牲は毎週悪化しています」とし、4月19日の時点で1名の死亡者、248名の頭部外傷、23名の重度の眼外傷、そして5名の手の重傷を挙げ、「こうした抑圧に直面し、どのようにデモをする権利を行使したらよいのでしょうか？」と問うた。「わたしたちはだまされてはいけません。もっとも脅迫的な暴力は経済的および社会的なものです。すべてを犠牲にして少数の利益を守るのがこの政権です」とした。
2019年5月11日第二十六週―「アクトⅩⅩⅥ」
引きつづくパリ中心部での抗議活動の禁止を受け、主催者はリヨンとナントの街で「全国的」な集会を開催するとした。２つの街ではマスクをつけた抗議者がバリケード設置を試み、催涙ガスで分散させられた。
警察は首都パリの1,200人を含むおよそ18,600人の参加者を発表した。参加者数は先週に続いて、最低の参加者数を更新した。
「警察の暴力への恐怖、それからちょっと疲れたね」と、参加者の一人は言う。「あとは経済的要因。パリなどの街で抗議するのは高くつく」。また運動のリーダーの一人で、1月にLBDで右目を失ったジェローム・ロドリゲスはリヨンで「わたしはヨーロッパのみんなにマクロン大統領への対抗投票をするよう呼びかけている。（その結果）もし2位になったら、彼を地位からひき降ろし、金持ちにかわってわたしたちに仕えさせることができる」と述べた。
抗議者のなかの何名かは今月末の欧州議会議員選挙への出馬を計画しており、運動を持続的な政治勢力に変えることを望んでいる。しかし、運動の常連参加者は出馬者を「政治的な日和見主義」と見なし、世論調査は彼らへの支持が微妙であることを示唆している。
2019年5月18日第二十七週―「アクトⅩⅩⅦ」
およそ半年にわたる運動も長期間続いたことへの「疲れ」と財政出動、主要都市での警備強化の影響を受けて、鎮静化の傾向にあり、主催者は南西部の都市ボルドーでの運動をモンサント社の遺伝子組換え食品への抗議デモを結び付けようと試みた。
内務省は首都パリでの1,600人を含む15,500人の参加者を推定した、先週の18,600人につづいて3週連続で参加者は最低数となった。北部都市ランスではラジオ局France Bleuの窓が割られ、地元当局者はブラックブロックのメンバーを含む約100人のハードコア活動家が暴力に加わったと報告した。運動の首都トゥールーズではおよそ2,000人が行進した。「政府はおそらくこのラウンドで勝利するだろうが、わたしたちは種を蒔いた」「運動はマクロン政権が権威主義的であることを明らかにし、海外でのイメージを傷つけた」と参加者の30代男性は語った。国連人権責任者ミシェル・バチェレなど国際機関が仏警察による暴力行為に関する調査を求めている。何ヶ月もの間、黄色いベストの活動家たちは、警察が集会して抗議する権利を抑圧していることを非難してきた。
2019年5月25日第二十八週―「アクトⅩⅩⅧ」
24日、リヨンの路上で13人が負傷する爆弾テロがおこり、警察は市中心部の路上から離れるように警告を出した。
フランス内務省は全土で12,500人のデモ参加者を発表した。今週も最低数を更新した。鎮静化傾向と参加者の減少を受けて、主催者はマクロンの生まれ故郷であるソンム県アミアンで「大統領を家に帰す」デモを企画し、ソンメ県によると合計1,200人が参加した。デモは投射物や催涙ガスの応戦があったものの全体としてはお祭り気分だった。トゥールーズでは、約2,000人の抗議者が中心街を歩き回り、今や伝統になった反マクロンの歌をうたった。「聞く耳をもたない大統領なので、わたしたちの抗議行動ですぐには何も変わらないことはわかっています、しかし長期的にわたしたちの魂を示しつづけます」と参加者の一人は述べた。
パリでは、エリック・ドローエなどのリーダーの呼びかけからおよそ100人が黄色いベストなしで行進し、催涙ガスを放つ警察と応戦した。モンペリエではおよそ950人が静かに行進し、ストラスブールでは850人の黄色いベスト参加者が環境問題のデモに加わり、そのうちの一人はマイクで翌日の欧州議会選挙を非難した。同じようにリヨンでは黄色いベストと環境活動家とが合流した。
2019年6月1日第二十九週―「アクトⅩⅩⅨ」
この週はパリで「負傷者の行進」が企画され、3～400人もの参加者が運動を通じて負傷した人を悼み、LBDとスタン擲弾の使用とを非難した。フランス政府は人道的見地からデモに対する抑圧方法に関連して、強い批判を受けていた。これに対して、内務次官ローラン・ヌネスは「公の秩序と安全を守った方法について後悔はしていない」と語った。ヌエスはこの運動を戦後フランス社会が直面したことのない「前例のない危機」と表現し、「全体として今までのところはうまくいっている」と付け加えた。
検察官レミ・ハイッツは『ル・パリジャン（Le Parisien）』紙に不当な暴力に関与した警察官は、年内に裁判にかけられると語った。ハイッツによると、170件以上の警察による暴力事件が再調査され、そのうち57件が完了し、訴訟か否かの決定を待っているという。ヌエスは少数の警察官が捜査中であり、さらに少数のみが起訴されて裁判所にかけられると述べている。
仏内務省は「アクトⅩⅩⅨ」の参加者を全土でおよそ9,500人、パリ1,500人と発表した。運動は鎮静化へ向かい、参加者は減り続けている。
政府が、黄色いベスト運動のため、今まで延期してきた電力料金5.9％の値上げが土曜日に発効された。
2019年6月8日第三十週―「アクトⅩⅩⅩ」
三十週を迎えたデモは小規模だが、衝突を続けた。内務省は先週の9,500人からわずかに増えた10,300人が全土でデモを行ったと発表した。パリ郊外の街ドランシーでは警察と一部デモ隊とが衝突した。南部の街モンペリエではデモ鎮圧に際して、催涙ガスと高圧水砲が使用された。またディジョンでも警察と参加者との間で激しい衝突が見られた。
2019年6月15日第三十一週―「アクトⅩⅩⅩⅠ」
運動の鎮静化を受けて、マクロンはのべ7カ月に渡った黄色いベスト運動を振りかえり、その対処において「根本的な誤り」を犯したと述べた上で、逆風に晒されてきた改革運動の一環として、高所得者の失業手当の削減、法定定年年齢の引き上げを発表した。また、自身の支持率が回復の兆しをみせているため、運動中に失速していた改革を推進する意向を明らかにした。
内務省は全土で7,000人の運動参加者を発表した。「運動はすでに本質を失っている」と、ブルターニュ出身の参加者は語った。実際、有名な抗議者たちが互いに反発しあうことで運動は「自身を焼き」（内部分裂）、市民の怒りを政治に投影することを困難にした「リーダーシップの欠如」へと繋がった。「5月末の欧州議会選挙の立候補は明らかな失敗だった」と元参加者たちは言う。欧州で新たな政治的勢力となることを望んだ瞬間、運動はその脆弱性を明らかにした。黄色いベスト候補者は投票の1％未満しか獲得できなかった。
労働市場規則の緩和などマクロン政権の初期の改革が経済を押し上げ始めたという兆候もある。国家統計局によると、先月、失業率は10年ぶりの最低水準に落ち込んだ。運動により傷つけられた消費者の信頼感は、年の初めから著しく回復した。
運動自体は小規模に続いているものの、21歳の参加者は「運動をはじめたときに忘れていた右左の間の古い緊張感が再浮上」しており、その雰囲気は悪化していると述べた。別の参加者は「もはや紙吹雪しか残っていませんが、紙吹雪は通りから一掃するのが難しい場合があります」と見解を述べた。

## 運動により得た譲歩
2018年12月10日のテレビ演説でマクロンは抗議に応えるため、2019年の最低賃金の100ユーロ/月の増加、2019年の残業時間、年末ボーナスからの課税の除外など総額100億ユーロに上る手当を約束した。また、毎月の年金額が2千ユーロ（約26万円）未満の退職者には、社会保障税（CSG）の増税から除外するとした。
2019年4月25日、マクロンは大討論大会の総括を行ない、低所得者や平均的な所得者へ総額50億ユーロ規模の所得税削減と年金の増額を約束し、自身も卒業したエリート校フランス国立行政学院（ENA）の閉鎖を約束した。
4月30日、ルメールは数ヶ月に及ぶ運動に対する減税および支出の総額が170億ユーロ（およそ2兆9000億円）にのぼることと発表した。 ルメールによれば、財政援助は主に14％と30％の最低課税範囲内の人々に適用され、1世帯当たりの年間平均180～350ユーロ削減される見通しだという。4月29日、フィリップは会議で、フランスに無数あるとされる法人税の抜け穴対策により費用を賄うことを確認した。ビジネスリーダーや一部のエコノミストは経済が改善の兆しをほとんど示していないことから、対策のコストに警戒感を強めている。
5月、フィリップは、交通事故死者を減らすための主要な政策を転換し、90km/hの制限速度を認め、地方の道路の制限速度を首相ではなく地方（département）が設定することに同意した。

## 反＝中心、アンチ＝エスタブリッシュメント

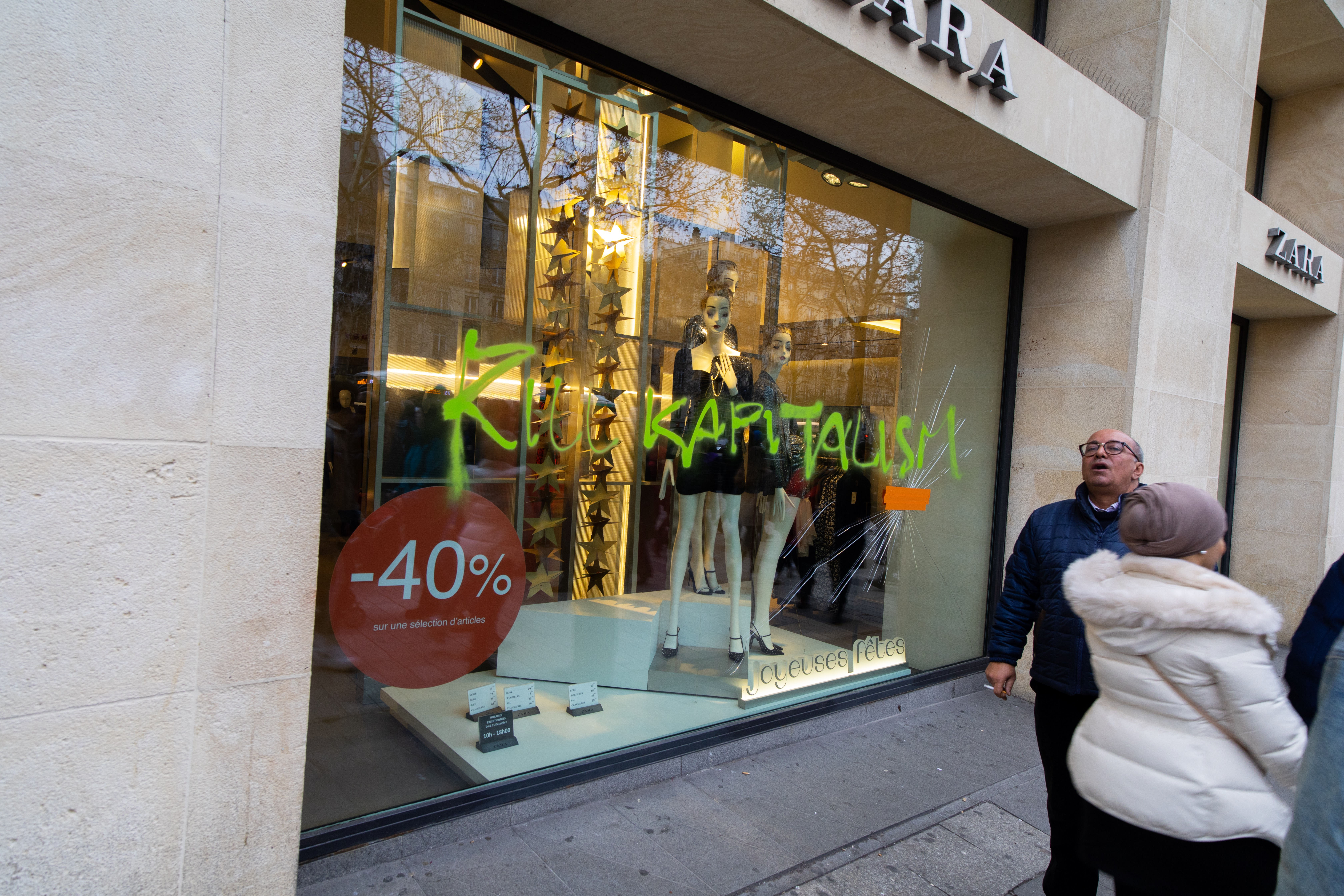
「資本主義を殺せ！」と落書きされたシャンゼリゼ通りのショップ

### 左右ではなく上下の運動
EUが成立し、シェンゲン協定が施行され、人と資本の往来が盛んになった結果、フランスのみならず主要EU各国で「持つ者」と「持たざる者」の格差が拡大した。富は一部の「持つ者」に集中し、「持たざる者」は周辺に据え置かれた。運動の思想的な背景である陰謀論的な反ユダヤ主義の高まりは金融資本主義へのフランスに古くからある嫌悪感の再昂揚を示している。
運動においては従来の右左の対立ではなく、「上下の対立」がメッセージとして強く強調されており、ここにトランプの米国や、五つ星運動のイタリア、マクロンと対立する国民戦線のルペンといった周辺の動きが火に油を注ぎ、運動を激しく炎上させることとなった。

### 郊外の反乱
少なくともその前半においては、黄色いベスト運動はパリが運動の舞台の一角とはなっているものの、そのメインステージではなかった。メインステージは、むしろマージナルな郊外の円形交差点（rond point）の占拠にあり、中心都市（パリやストラスブール、マルセイユ）はメディアによってショーアップされた破壊と略奪の舞台となった。これは都市の資本や富の集中に対する郊外からの反応であり、その意味で郊外生活者が都市で進行する資本システムの結果としてもたらされる「格差社会へアンチテーゼ」を突きつけた側面があった。また、学生が先導し、メディア的にも運動的にもパリを主な舞台としたちょうど50年前、1968年の、五月危機とはその意味で異なっている。都市は組み込まれているが、都市中心の運動ではなかった。
2016年、米国でトランプ政権を誕生させた原動力となったのは、グローバリゼーションによる豊かさの恩恵にあずかれなかったマージナルな人々の支持であったといわれているが、「周辺からの中心への反発」というコンテキストにおいて、この米国の動きとの共通性が見られる。黄色いベスト運動は、ブリュッセルやマクロンに代表される記名性や署名性、個人によって機能するエリート官僚主義的な中心ではなく、無記名でアノニマスで集団主義的、すなわち、より各自各々の民衆に身近な周辺の運動であり、資本の進行をより民衆に引き寄せようとしている（ベルギーで運動の中心がブリュッセルではなく南部のワロン地域だったことは象徴的であり、ブレクジットもその成否如何をさておけば、同じようなコンテキストに支えられている）。マスメディアの変化（テレビからソーシャルメディア）に伴い、これらの運動は中心をより多くの場所にしようとしている（究極的にはソーシャルメディアの「いいね！」や「♡」ボタンを介した、個人になる）。
かつて、アンチ＝エスタブリッシュメントが「ソフト・パワー」として、世界変革のうねりとなるまでに高まったのは、1960年代のベトナム戦争下の米国だった。彼らは中国の人民公社＝パブリック・コミューンを引用しながら、闘争よりも「平和」を重んじる独自のコミュニティ形成（ヒッピー）を試み、試みはやがてオルタナティブな価値に結実し、エスタブリッシュメントに対する「もうひとつの価値（カウンターカルチャー）」を用意した。運動はそういったアンチ＝エスタブリッシュメントの流れの、分岐したより性急かつ暴力的な側面の強いものとして見ることもできる。

### 脱炭素社会の蹉跌
2015年12月、パリで採択された、気候変動抑制に関する多国間の国際的な協定（パリ協定）を経て、フランスは「脱炭素社会」を掲げるリーダー的な存在だった。マクロンは米国が抜けた世界的な環境会議において各国企業や識者と供託し、2030年までに温室効果ガス排出量を国内で少なくとも40％削減する目標を掲げ、「脱炭素化」を推進した。反面ではフランス民衆に対する配慮が不足していた面は否めず、今回の運動はこの環境汚染意識に端を発する「脱炭素社会」への躓きとなった。

### 経済格差問題
テキサス大学の経済学者ジェームス・K・ギャルブレイス（英語版）によれば、黄色いベスト運動の背景にはブレクジット同様の経済的な危機意識があるという。ギャルブレイスは「ヨーロッパの現状は持続可能ではない」「われわれが目にしているのは、雇用基盤を衰えさせてきた一連の緊縮政策によって、収入を低下させ積り積もった人々の不満の反乱である」と述べている。

## フランス国外の反応

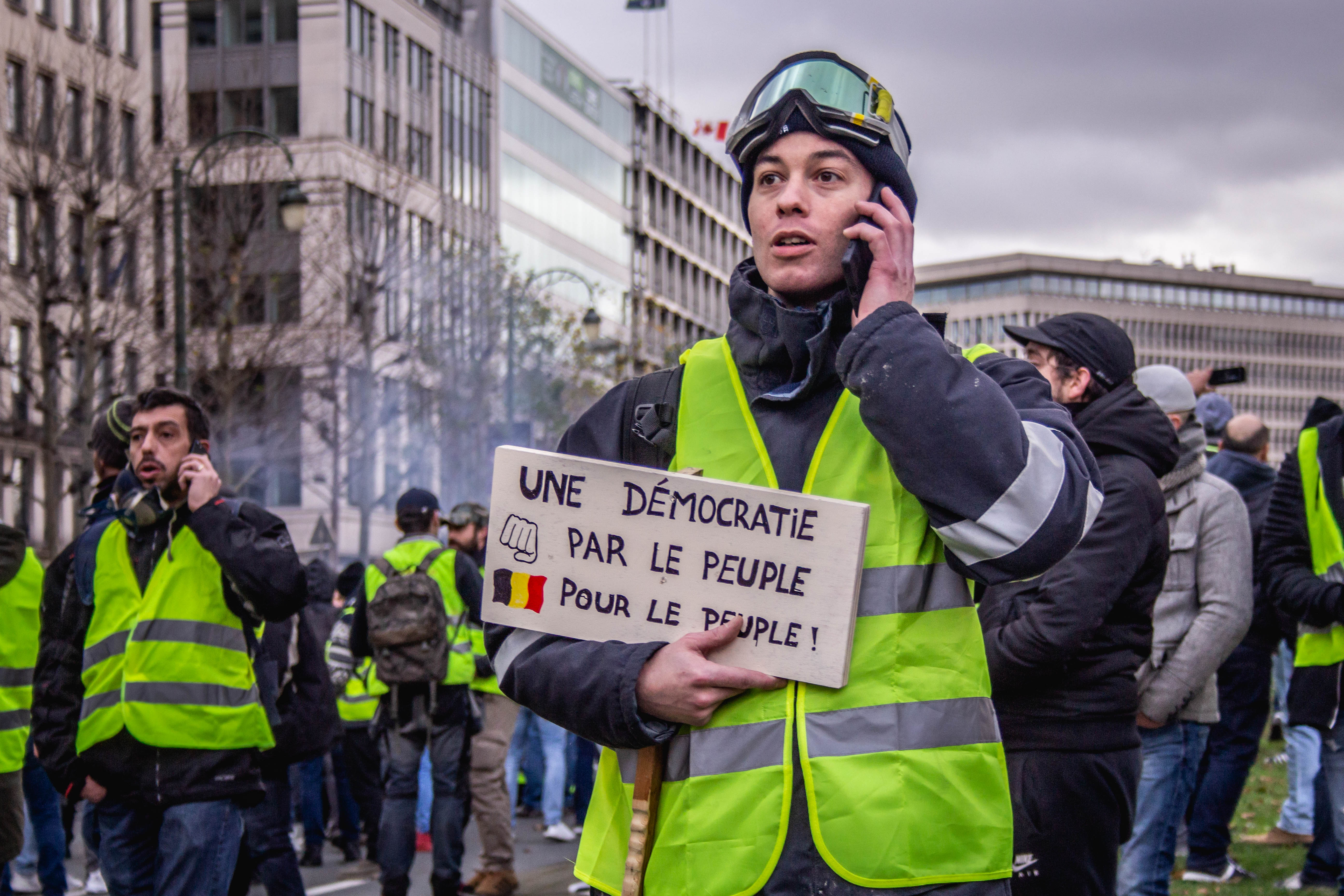
黄色いベスト運動のブリュッセルで抗議（2018年12月8日）

英国『ガーディアン』紙のキム・ウィルサーによると、黄色いベスト運動はイタリアで「親イタリア運動」に模倣されており、イタリアのオーガナイザーは「黄色いベストに触発されている（...中略...）しかしながら私たちは他の問題に動機づけられている。 私たちはフランス人と違って、私たちの政府を支えている。 私たちが抗議するのはヨーロッパだ。 欧州がイタリアの政治に干渉しないようにしたい」と述べたという。
2018年11月30日、ベルギーの首都ブリュッセルの暴動で警察はビリヤードボールや街路石の投石を受け、高圧放水砲で対応した。治安を乱したとして60人が逮捕された。ブリュッセルでロシアのルクオイル社の貯蔵所に対する抗議者の試みは速やかに警察により阻止されたが、11月16日、ワロン地域でいくつかの油田がブロックされた。この運動は現在、2019年のベルギーの選挙のため、「Mouvement citoyen belge」という名の党をつくろうとしている。12月8日、シャルル・ミシェル首相の辞任を求める抗議者がバリケードをつくろうとした時、警察は催涙ガス弾と高圧放水砲を使ってデモ隊を解散させた。抗議者は、警察に石や火などを投げつけ、結局約100人が逮捕された。
12月1日、オランダの都市で少数の「黄色いベスト」のデモンストレーターたちが抗議した。さらなるデモは12月8日に行われ、平和な抗議者がロッテルダムを行進した。
12月4日、セルビアの右派Dveri党首のリーダーであるBoškoObradovićは12月8日に高騰する燃料価格に対する抗議デモを求めた。
ドイツでは「西洋のイスラム化に反対する欧州愛国者」を含む「反移民団体」が黄色いベストをシンボルとして採用した。
12月5日、イラクで黄色いベスト運動に触発された抗議者が、より多くの雇用機会とより良いサービスを求め、バスラでデモを起こした。
リビアでは、リビア国民軍（元リビア軍将校であるハリファ・ハフタルが主導するリビア東部を支配下に置く軍事組織、2019年4月中には国連からの支持を獲得し、国際的に承認されているリビア国民合意政府の本部がある首都のトリポリを掌握しようと進行を始めたが、国民合意政府からの空爆などの大規模攻撃を受け、世界保健機関（WHO）は死者が最低でも213人以上、負傷者が1000人以上、国際移住機関（IOM）は避難の強制をされた人が25,000人以上出たことを発表していた）の進行をフランス政府が支持しているとして、リビア国民合意政府内相のファティ・バシャハが2019年4月19日、「犯罪者ハフタル」を支持する国家としてフランスを批判すると共にフランス政府との防衛連携を解除する考えを示した。また、翌4月20日にはフランスのジレ・ジョーヌ運動と同様に黄色いベストを着けた人々がトリポリでデモ隊を編成して抗議活動を行った。これに対し、フランス外務省は、リビア国民合意政府による主張のような事実はないとし、マクロンもフランスは暫定首相のファイズ・シラージュが主導する「正統な政府」と、リビアにおける包括的な政治解決を目指した国連の仲介を支持していることを文書で発表した。

## フランス国内の反応
2018年11月下旬の世論調査では、この動きがフランスで広範に支持されていることが示された（73％から84％に及ぶ）。12月1日、抗議後に実施された世論調査では、フランス人の72％が「黄色いベスト」を支持し、85％がパリでの暴力に反対していることが分かった。
トラック運転手は、抗議者の標的にされ、業界は公開書簡で政府に不満を訴えた。2つの労働組合（CGTとFO）は次の日曜日にストライキを開始するようにトラック運転手に呼びかけたが、政府と組合員に相談した後、12月7日に呼びかけを撤回した。
11月には政党の一つである「人民共和連合」が、フランス共和国憲法68条を根拠にマクロンを免職することを呼びかけている。
内務大臣のカスタネールは政敵の国民連合党首マリーヌ・ル・ペンが11月24日にシャンゼリゼ通りへ行くように抗議者たちを促したとして批難した。これを受けてル・ペンは、シャンゼリゼで人々を集めることは政府の責任であり、内務大臣が運動を信用せず緊張を高めようとしていると逆に非難し返した。
当初、マクロンは燃料税の引き上げが計画通りに進むと主張していたが、2018年12月4日、政府は税金の引き上げが保留になると発表した。フィリップは「国の統一を危うくする税金はない」と述べた。12月9日、エリザ宮に労働組合や雇用者団体の代表者を招き、12月10日、マクロンはテレビ演説を行い、予定する措置を国民に告げることが出来た。演説の中でマクロンは暴力を非難したが、抗議者の怒りを「深く、そして多くの点で合法である」と認めた。
12月13日、野党がフィリップ内閣の対応を批判しフランス国民議会（下院）に不信任決議案を提出したが、採決の結果は賛成70票にとどまり、可決に必要な289票に届かず否決された。
アムネスティ・インターナショナルは、警察に「フランスの抗議者および高校生に対する過度の武力行使の終結」を求めた。
12月20日に締結された協定により警察の給与は、他の公共機関職員とは異なり、月額120〜150ユーロ引き上げられた。また、法改正案の可決により年間300ユーロのボーナスを受け取った。 外交官ニコラス・シャピュイ（フランス語版）はル・モンド紙に寄稿し、これはおそらく最近の警察組合選挙の85％の投票率と（デモ対応のための）過重勤務によるものであると述べた。

### 王党派の参加
複数の派閥（レジティミスト、オルレアニスト）の王党派の人間合計200人近くがこの黄色いベスト運動に参画している。

### 学生たちの運動
マクロンの教育改革と中学卒業試験バカロレア（baccalauréat）変更プランに怒る学生は、フランス全土の都市で抗議した。学生はこれらの改革が都市、都市近郊、農村地域の学生間の高等教育へのアクセスの不平等をさらに深刻化させることに懸念を表明した。大学生からの報告によれば、非EU諸国からの留学生の授業料引き上げの計画を非難して、運動に加わった学生もいるという。
2018年12月6日、マント＝ラ＝ジョリーの学校の外で140人以上もの学生が逮捕された。大量逮捕のビデオでは背後に手で組み、跪かされた学生が映し出されている。教育大臣ジャン・ミシェル・ブランカール（Jean-Michel Blanquer）は、場面に「ショックを受けた」が、それは「文脈の中で」見る必要があると述べた。同日、ラジオ局France Bleuはフランス東部の町サン＝テティエンヌが「包囲されている」と放送した。このような状況のなか、サン＝テティエンヌ市長は、リヨン近郊での「光の祭典（Fête des lumières）」が中止され、地域の警察が警備から解放されることをツイートした。

### 赤いスカーフ
2019年1月27日、パリでは「赤いスカーフ（フランス語ではFoulards Rouges）」と呼ばれる黄色のベストに対するカウンターデモが行なわれた。「赤いスカーフ」は他のグループと共同で「わたしたちは黄色いベスト運動により引き起こされた暴力的な空気を非難します。わたしたちはまた絶え間ない言葉の濫用と脅しを拒絶します」との声明を発表した。

### 反ユダヤ主義の再燃
2019年2月、フランス内務省は2018年の反ユダヤ主義関連の事件が2017年の311件から541件に74％増加したと発表した。マクロンはこの傾向を「容認できない」と非難し、「共和国とその価値観の否定」だと閣僚に語った。 反ユダヤ主義は黄色いベスト運動の前から増加傾向にあったが、アンチ・エスタブリッシュを標榜し、金の価値観を否定する運動者によって、さらに増幅されたとみられている。
マクロン自身、以前の経歴（ロスチャイルド銀行）を含めて運動の標的となっている。 最近の世論調査では、「シオニスト・プロット（ユダヤ人陰謀論）」を信じている抗議者は全体のほぼ半分にも上ることが示された。

### 観光への影響
観光当局は黄色いベストが主要都市に及ぼす影響を懸念していた。2018年12月、パリ国際空港へ到着した乗客は15〜10％減少し、2019年にはいってもチケットの予約数が減少を続けていた。統計事務所Inseeは、フランス全土での宿泊数が第1四半期に2.5％、パリを中心としたイル＝ド＝フランス地域圏では4.8％減少したと報告した。「2019年第1四半期に「黄色いベスト」の影響が出た」と、ジャン＝バティスト・ルモワン観光大臣はジャーナリストに語った。しかし、それにもかかわらず観光収入は1月と2月とで増加し続けていたとも述べた。実際、運動の影響にもかかわらず、2018年フランスの観光客数は過去最高を記録した。

## ドキュメンタリー映画
黄色いベスト運動に取材したドキュメンタリー映画『暴力をめぐる対話』が制作された。